# Weltreiterspiele 2014
| Weltreiterspiele 2014        | Weltreiterspiele 2014       |
| ---------------------------- | --------------------------- |
| Austragungsregion:           | Basse-Normandie, Frankreich |
| Teilnehmende Pferdesportler: | rund 900                    |
| Hauptstadion:                | Stade Michel-d’Ornano, Caen |
| Internet:                    | www.normandy2014.com        |

Die Weltreiterspiele 2014 (französisch Jeux équestres mondiaux de 2014) fanden vom 23. August bis 7. September 2014 in der Normandie statt, Hauptaustragungsort war Caen.
Bei den Weltreiterspielen 2014 handelte es sich um die Weltmeisterschaften in folgenden acht Reitsportdisziplinen:
- Distanzreiten
- Dressurreiten
- Dressurreiten der Reiter mit Behinderung
- Reining
- Springreiten
- Vielseitigkeitsreiten
- Vierspännerfahren
- Voltigieren

Neu zum Programm hinzugekommen war 2014 das Doppelvoltigieren (Pas de deux).

## Organisation

### Vergabe
Ende März 2009 gab die FEI bekannt, dass die Weltreiterspiele 2014 an die Region Basse-Normandie vergeben wurden. Es hatte keine weiteren Bewerber um die Austragung gegeben. Damit finden nach acht Jahren wieder Weltreiterspiele in Europa statt.

### Testturniere

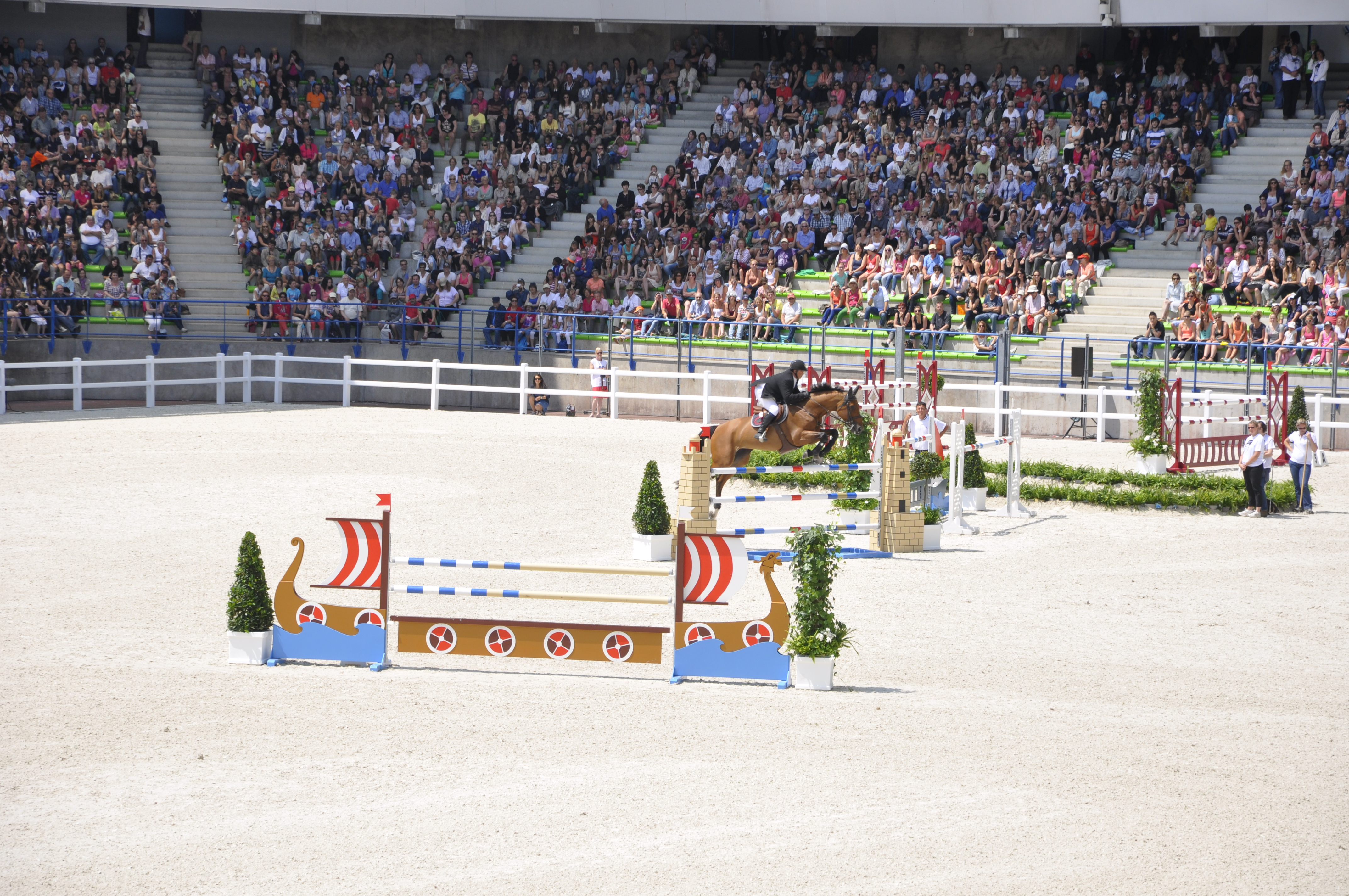
Springreiter beim Testturnier im Stade Michel-d’Ornano

In Vorbereitung der Weltreiterspiele fanden drei Testturniere statt. Vom 15. bis 18. August 2013 wurde in Haras du Pin eine CCI 2*-Vielseitigkeit durchgeführt. Hier siegte Vittoria Panizzon aus Italien mit Merlots Magic. Das zweite Testturnier wurde in Caen für die Vierspännerfahrer durchgeführt. Dieses als CAI-A 4 ausgeschriebene Turnier wurde vom 22. bis 25. August 2013 durchgeführt, der Sieg ging an den US-Amerikaner Chester Weber mit seinem Gespann.
Gut ein Jahr später fand das dritte Testturnier im Stade Michel-d’Ornano in Caen statt, es war als CDI 3* und CSI 2* ausgeschrieben. Bei den Dressurreitern siegten hier Gareth Hughes (Großbritannien) mit Nadonna im Grand Prix, Carl Hester (Großbritannien) mit Nip Tuck im Grand Prix Spécial und Cristobal Belmonte (Spanien) mit Diavolo II de Laubry. Den Großen Preis der Springreiter gewann der Franzose Patrice Delaveau mit Ornella Mail. Bei dieser Testveranstaltung zeigten sich noch Mängel im Stallbereich, der auf Kunstrasenplätzen untergebracht ist.

### Kritik
Die Weltreiterspiele litten in der ersten Woche unter schlechten Witterungsbedingungen, es kam zu erheblichen Niederschlägen. Dies hatte vor allem für die abseits von Caen gelegenen Austragungsorte Folgen: Besonders schlimm traf es die Strecke der Distanzreiter, die Reiter und Pferde mussten sich zum Teil durch 30 Zentimeter tiefen Schlamm hindurchkämpfen. Nur 38 von 170 Starterpaaren kamen in das Ziel. Der Weltverband FEI erklärte, dass die Tierärzte extrem vorsichtig waren, um die Pferde zu schützen.
Bereits zu einem frühen Zeitpunkt des Distanzrittes stürzte Dorado, der Wallach der costa-ricanischen Reiterin Claudia Romero Chacon, über eine Wurzel am Rande des vorgegebenen Weges, stieß dabei mit seinem Kopf gegen einen Baum, was tödliche Kopfverletzungen zur Folge hatte. Die Reiterin kam in ein Krankenhaus. Der Bundestrainer der deutschen Distanzreiter forderte, dass der Distanzritt Konsequenzen haben müsse. Der Veranstalter habe es entgegen der gängigen Praxis nicht gestattet, die Strecke im Vorfeld abzufahren. Die wenigen vorab einsehbaren Abschnitte hätten die Equipechefs in Alarmbereitschaft versetzt, daher hätten fast alle Nationen vor dem Ritt Kritik geübt und eine Entschärfung der Strecke gefordert. Es sei jedoch nichts geändert worden, obwohl es Möglichkeiten für bessere bereitbare Strecken gegeben hätte.
Zunächst fiel das Resümee der Vielseitigkeits-Geländestrecke positiver aus: auch in Haras du Pin hatte der Regen die Bedingungen massiv erschwert, der Boden war durch den Regen wasserdurchtränkt. Dennoch konnten hier, wo jährlich internationale Vielseitigkeiten stattfinden, mit eigens angelegte und mit Drainagen versehenen Reittrasse bessere, wenn auch nach Aussage von Reitern nicht weltmeisterschaftswürdige, Bedingungen geschaffen werden. Vor Beginn der Prüfung wurden zwei Hindernisse aus der Bahn genommen, damit wurde die Strecke um 500 Meter verkürzt. Die Geländestrecke beendeten mehr als zwei Drittel der Starter, allerdings waren viele der Pferde erschöpft. Nach Aussage des Chefveterinärs vor Ort hätten die meisten Pferde die Strecke generell in guter Verfassung beendet.
Kurz vor Ende des Geländetages der Vielseitigkeitsreiter kam es dann zu einem traurigen Ereignis: Wild Lone, das Pferd des britischen Mannschaftsreiters Harry Meade, brach auf dem Abreiteplatz beim Trockenführen nach dem Ziel tot zusammen. Nach Aussage des Reiters sei der Wallach auf der Strecke noch frisch gewesen, die Bodenverhältnisse hätten keine Rolle für den Zusammenbruch des Pferdes gespielt.
Neben den Streckenbedingungen gab es auch an weiteren Stellen Kritik: so hätte es an der Unterbringung und Verpflegung der Vielseitigkeitsreiter gehapert, viele Reiter hätten daher die Wohnbereiche ihrer Pferdetransporter den Wohncontainern für jeweils drei Personen vorgezogen. Kritisiert wurden auch die mangelhafte Versorgung der Zuschauer und ein mangelhaftes Transportsystem. Bereits vor „Halbzeit“ der Weltreiterspiele bezeichnete der australische Reitsportjournalist Christopher Hector die Veranstaltung als Worst Ever Games (die schlechtesten Spiele überhaupt; Wortspiel mit der Abkürzung WEG, World Equestrian Games), die Umstände seien schlimmer als bei den Weltreiterspielen 1994 in Den Haag. Auch andere Journalisten stimmten dieser Aussage im Grundsatz zu.

## Austragungsorte

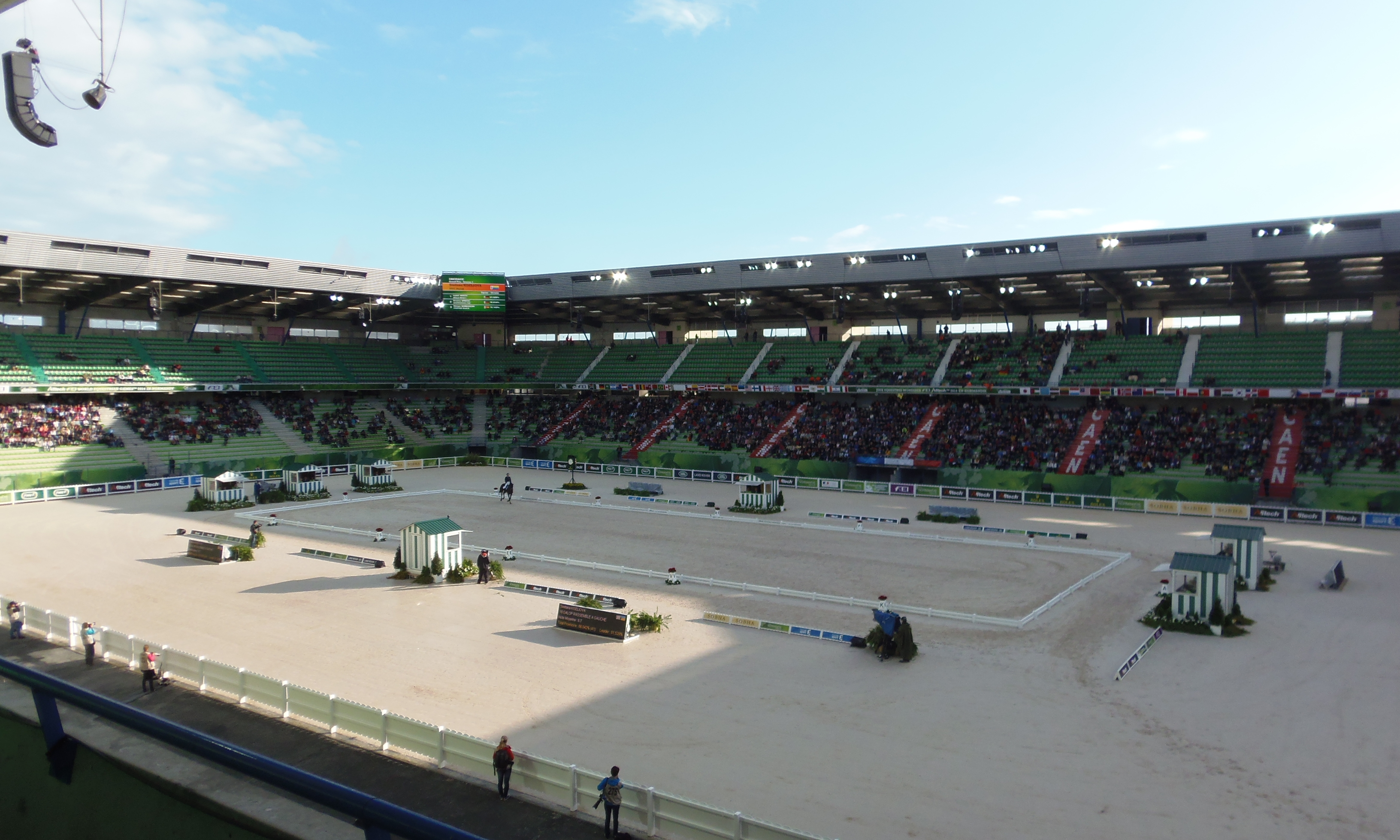
Stade Michel-d’Ornano während des Grand Prix de Dressage

Die Austragungsorte verteilen sich über die Normandie, der Schwerpunkt befindet sich in Caen. Hier finden im Stade Michel-d’Ornano, einem zur Reitarena umgestalteten Fußballstadion, die Eröffnungs- und die Schlussfeier statt, die Wettbewerbe im Dressurreiten sowie die Springen im Springreiten und im Vielseitigkeitsreiten werden ebenfalls hier durchgeführt.
Der zweite große Austragungsort in Caen ist das Zénith, eine Halle mit 4000 Sitzplätzen. Hier werden die Voltigierer ihre Wettbewerbe durchführen. In Nachbarschaft hierzu stehen die Messehallen von Caen (Caen Expo-Congrès). Hier finden die Wettbewerbe in Reining statt. Ebenfalls in Caen befindet sich die Trabrennbahn Hippodrome de la Prairie, wo während der Weltreiterspiele Vierspännerfahrer und die Dressurreiter mit Behinderung antreten.
Gut 40 Kilometer östlich von Caen, in Deauville werden außerhalb des normalen Programms der Weltreiterspiele Wettbewerbe im Polo gezeigt. Die zweite Demonstrationssportart, Horseball, präsentiert sich in Saint-Lô. Am westlichen Ende der Normandie, rund um Sartilly, vor der Kulisse von Mont-Saint-Michel, werden die Distanzreiter ihren Ritt austragen.
Südlich von Caen befindet sich das traditionsreiche Nationalgestüt Haras du Pin. Hier, wo regelmäßig Vielseitigkeitsturniere durchgeführt werden, richteten die Vielseitigkeitsreiter während der Weltreiterspiele ihre Dressur sowie den Geländeritt aus.

## Eröffnungsfeier und Schlusszeremonie
Die Eröffnungsfeier fand im Stade Michel-d’Ornano statt. Vor Beginn der eigentlichen Eröffnungsfeier wurden dem Publikum zunächst in kurzen Schaunummern verschiedene Pferderassen aus aller Welt vorgestellt. Als Einstieg in die Eröffnungsfeier zeichnete die Patrouille de France die französische Flagge in den Himmel über dem Stadion. Am Boden übernahm dann das Kavallerieregiment der Garde républicaine mit einer musikalischen Vorführung. Anschließend war dann der klassische Einmarsch der Nationen auf dem Programm, wobei hier die Fahnen zunächst nicht von den Fahnenträgern der Nationen getragen wurden, sondern von Reitern auf Percheronpferden. Erst am Ende der Runde der Mannschaft durch das Stadion wurde die Fahne dann an den Fahnenträger übergeben, während die übrigen Sportler der Nation das Stadion verließen. Fahnenträgerin der deutschen Mannschaft war Hannelore Brenner.
Die Eröffnung wurde von drei Rednern vollzogen: Zunächst hielt der Präsident des Organisationskomitees und des Regionalrats der Region Basse-Normandie, Laurent Beauvais, seine Rede. Anschließend sprach FEI-Präsidentin Prinzessin Haya Bint Al Hussein auf Französisch und Englisch. Mit wenigen Worten eröffnete dann Premierminister Manuel Valls die Spiele. Valls war der erste Premierminister eines Staates überhaupt, der Weltreiterspiele eröffnete.
Einen Eid, vergleichbar dem olympischen Eid, leisteten die Dressurrichterin Anne Peain und als Vertreter für die Sportler der Springreiter Kevin Staut ab. Nach einer weiteren musikalischen Vorführung des Kavallerieregiments der Garde Républicaine begann dann der Schauteil der Eröffnungsfeier mit Lichteffekten, Tanz und Reitvorführungen.
Die Schlusszeremonie, die nach der Siegerehrung der Einzelwertung der Springreiter erfolgte, begann wie die Eröffnungsfeier mit Schaunummern. Die Fahnen der Nationen wurden durch freiwillige Helfer in das Stadion getragen, dabei wurde die Leistung der freiwilligen Helfer gewürdigt. Von den Sportlern durften sich nochmals alle Goldmedaillengewinner präsentieren, die ebenfalls in das Stadion einzogen. Nach einem Zwischenprogramm, das unter anderem eine Vorführung berühmter Hengste der Selle-Français-Zucht umfasste, folgten die drei Schlussredner. Zunächst sprach, wie in der Eröffnungsfeier, Laurent Beauvais. Dieser übergab an Pauline Quinlan, Bürgermeisterin von Bromont. Diese blickte voraus auf die Weltreiterspiele 2018 im überwiegend französischsprachigen Bromont in der kanadischen Provinz Québec. Als letzte Rednerin trat Prinzessin Haya bint al-Hussein vor das Mikrofon, zum letzten Mal als FEI-Präsidentin vor großen Publikum. Ihre Amtsperiode endete im Dezember 2014.

## Wettkämpfe

### Zeitplan
Die Eröffnungsfeier wurde am Samstagabend, den 23. August, durchgeführt. In der ersten Woche finden die Prüfungen jeweils von Montag bis Sonntag statt, in der zweiten Woche werden Prüfungen von Dienstag bis Sonntag ausgetragen. Die Schlussfeier wird sich dann am Sonntag ab 17:00 Uhr anschließen.
|                                    | 23. Aug.          | 24. Aug. | 25. Aug. | 26. Aug. | 27. Aug. | 28. Aug. | 29. Aug. | 30. Aug. | 31. Aug. | 1. Sept. | 2. Sept. | 3. Sept. | 4. Sept. | 5. Sept. | 6. Sept. | 7. Sept.         |
| ---------------------------------- | ----------------- | -------- | -------- | -------- | -------- | -------- | -------- | -------- | -------- | -------- | -------- | -------- | -------- | -------- | -------- | ---------------- |
| Zeremonien                         | Eröffnungs- feier |          |          |          |          |          |          |          |          |          |          |          |          |          |          | Abschluss- feier |
| Distanzreiten                      |                   |          |          |          |          | E/M      |          |          |          |          |          |          |          |          |          |                  |
| Dressur                            |                   |          | E/M      | E/M      | E        |          | E        |          |          |          |          |          |          |          |          |                  |
| Dressur der Reiter mit Behinderung |                   |          | M        | M        | E/M      | E/M      | E        |          |          |          |          |          |          |          |          |                  |
| Reining                            |                   |          | E/M      | E/M      |          | E        |          | E        |          |          |          |          |          |          |          |                  |
| Springen                           |                   |          |          |          |          |          |          |          |          |          | E/M      | E/M      | E/M      |          | E        | E                |
| Vielseitigkeit                     |                   |          |          |          |          | E/M      | E/M      | E/M      | E/M      |          |          |          |          |          |          |                  |
| Vierspännerfahren                  |                   |          |          |          |          |          |          |          |          |          |          |          | E/M      | E/M      | E/M      | E/M              |
| Voltigieren                        |                   |          |          |          |          |          |          |          |          |          | E/M      | E/M      | E/P      | E/M/P    |          |                  |

Legende:
- E: Prüfung der Einzelwertung
- M: Prüfung der Mannschaftswertung
- P: Pas de deux-Prüfung
- die blauen Felder stehen für Tage mit Prüfungen, die goldenen Felder für den Tag der jeweiligen Entscheidung

Als Demonstrationssportarten werden während der Weltreiterspiele Wettbewerbe im Polo und im Horseball durchgeführt.

### Reining
- 82 Starterpaare, 16 Mannschaften[22]

Die teilnehmenden Nationen durften jeweils vier Reiter mit jeweils einem Pferd zu den Reiningwettbewerben bei den Weltreiterspielen entsenden. Zudem konnten die Mannschaften zusätzlich zwei Einzelreiter und deren Pferde in die Normandie schicken.
Die erste Teilprüfung war die Mannschaftswertung, die über die Dauer von zwei Tagen ausgetragen wurde. Hierbei zählten die drei besten Ergebnisse für das jeweilige Equipe. Diese erste Teilprüfung zählte zudem als Qualifikation für die Einzelwertung. Hierbei qualifizierten sich die besten 15 Reiter-Pferd-Paare direkt für das Finale, die Ränge 16 bis 35 zogen in eine weitere Qualifikationsprüfung ein. Aus dieser Prüfung zogen zusätzlich zu den Top 15 aus der ersten Teilprüfung noch die besten fünf aus der zweiten Qualifikationsprüfung ein. Im Finale der Einzelwertung wurden die Medaillengewinner der Einzelwertung ermittelt.

#### Mannschaftswertung
In der Mannschaftswertung siegte erneut deutlich die „Mutternation des Reining“, die Vereinigten Staaten.
Endergebnis:
|    | Mannschaft         | Reiter              | Pferd                | Punkte  |
| -- | ------------------ | ------------------- | -------------------- | ------- |
| 1  | Vereinigte Staaten | Shawn Flarida       | Spooks Gotta Whiz    | 229,5   |
| 1  | Vereinigte Staaten | Mandy McCutcheon    | Yellow Jersey        | 224,0   |
| 1  | Vereinigte Staaten | Andrea Fappani      | Custom Cash Advance  | 224,0   |
| 1  | Vereinigte Staaten | Jordan Larson       | Mobster              | (221,0) |
| 1  | Vereinigte Staaten | 677,5               |                      |         |
| 2  | Belgien            | Ann Poels           | Nic Ricochet         | 222,5   |
| 2  | Belgien            | Cira Baeck          | Colonels Shining Gun | 221,0   |
| 2  | Belgien            | Bernard Fonck       | Sail on Top Whizard  | 219,5   |
| 2  | Belgien            | Piet Mestdagh       | Spat Mano War        | (216,5) |
| 2  | Belgien            | 663,0               |                      |         |
| 3  | Österreich         | Martin Mühlstätter  | Wimpys Little Buddy  | 224,0   |
| 3  | Österreich         | Rudi Kronsteiner    | Dr Lee Hook          | 220,0   |
| 3  | Österreich         | Tina Künstner-Mantl | Cashn Rooster        | 214,5   |
| 3  | Österreich         | Markus Morawitz     | Dun it Whiz Jerry    | (210,0) |
| 3  | Österreich         | 658,5               |                      |         |
| 4  | Deutschland        | Grischa Ludwig      | Ruf Tuf Juice        | 218,5   |
| 4  | Deutschland        | Volker Schmitt      | Smokin Mifillena     | 218,0   |
| 4  | Deutschland        | Alexander Ripper    | Awesome Paleboy      | 217,5   |
| 4  | Deutschland        | Nina Lill           | Hug a Jewel          | (210,0) |
| 4  | Deutschland        | 654,0               |                      |         |
| 5  | Australien         | Martin Larcombe     | Wimpys Cute Tune     | 218,5   |
| 5  | Australien         | Shauna Larcombe     | La Bigia Sailor      | 217,5   |
| 5  | Australien         | Shaun Saunders      | Sparkin Tinsel       | 217,0   |
| 5  | Australien         | Bill Norwood        | Quinberry            | (212,5) |
| 5  | Australien         | 653,0               |                      |         |
| 6  | Italien            | Italien             | Italien              | 647,5   |
| 7  | Brasilien          | Brasilien           | Brasilien            | 647,0   |
| 8  | Großbritannien     | Großbritannien      | Großbritannien       | 645,0   |
| 9  | Kanada             | Kanada              | Kanada               | 642,0   |
| 10 | Frankreich         | Frankreich          | Frankreich           | 640,0   |
| 11 | Polen              | Polen               | Polen                | 632,0   |
| 12 | Niederlande        | Niederlande         | Niederlande          | 629,5   |
| 13 | Dänemark           | Dänemark            | Dänemark             | 613,5   |
| 14 | Schweden           | Schweden            | Schweden             | 611,0   |
| 15 | Finnland           | Finnland            | Finnland             | 609,5   |
| —  | Mexiko             | Mexiko              | Mexiko               | AUSG    |

#### Einzelwertung
Endergebnis:
| Rang | Reiter             | Pferd                | Punkte |
| ---- | ------------------ | -------------------- | ------ |
| 1    | Shawn Flarida      | Spooks Gotta Whiz    | 233,5  |
| 2    | Andrea Fappani     | Custom Cash Advance  | 229,0  |
| 3    | Mandy McCutcheon   | Yellow Jersey        | 227,0  |
| 4    | Grischa Ludwig     | Ruf Tuf Juice        | 226,0  |
| 5    | Rudi Kronsteiner   | Dr Lee Hook          | 225,5  |
| 6    | Cody Sapergia      | Chexomatic           | 223,5  |
| 6    | Jordan Larson      | Mobster              | 223,5  |
| 6    | Martin Mühlstätter | Wimpys Little Buddy  | 223,5  |
| 9    | Cira Baeck         | Colonels Shining Gun | 223,0  |
| 10   | Bernard Fonck      | Sail on Top Whizard  | 221,0  |
|      | …                  |                      |        |
| 17   | Volker Schmitt     | Smokin Mifillena     | 217,0  |

### Distanzreiten
- 166 Starterpaare, 33 Mannschaften[22]

Die teilnehmenden Nationen durften jeweils fünf Distanzreiter mit ihren Pferden zu den Weltreiterspielen entsenden. Die Einzel- und die Mannschaftsentscheidung wurden in einem Wettbewerb ausgetragen, wobei bei der letzteren drei oder vier Reiter eine Mannschaft bildeten (die besten drei Ergebnisse pro Equipe gingen in die Wertung ein).
Die Reitstrecke der Distanzreiter war bei den Weltreiterspielen 2014 160 Kilometer lang und in sechs schleifenförmige Abschnitte (die so genannten Loops) aufgeteilt. Zwischen den einzelnen Abschnitten wurden an den so genannten „VetGates“ tierärztliche Untersuchungen mit vorgeschriebenen Zwangspausen für die Pferde durchgeführt.
Bereits der Start in die Prüfung der Distanzreiter verlief schwierig. Der lehmige Boden war bereits am Start durchweicht, selbst das Gehen auf dem Untergrund war für Menschen schwierig. Dies war der Start in einen verheerenden Tag. Die Strecke wurde den Reitern nicht nur, aber insbesondere aufgrund der Bodenbedingungen, als gefährlich eingestuft, die Wege hatten sich in etliche Zentimeter tiefe Schlammbahnen verwandelt. Viele Reiter gaben vorzeitig auf oder wurden an den VetGates aus dem Wettbewerb genommen. Am Ende kamen überhaupt nur 38 Starterpaare in das Ziel und die Wertung, von 33 Mannschaften erreichten nur drei ein Mannschaftsergebnis (also mindestens drei Pferd-Reiter-Paare im Ziel).
Bereits zu einem frühen Zeitpunkt des Distanzrittes starb Dorado, der Wallach der costa-ricanischen Reiterin Claudia Romero Chacon, nach einem Zusammenstoß mit einem Baum, an tödlichen Kopfverletzungen, seine Reiterin kam in ein Krankenhaus. Als Fazit des Wettbewerbs forderte unter anderem der Bundestrainer der deutschen Distanzreiter, dass dieser Distanzritt Konsequenzen haben müsse (siehe hierzu auch den Abschnitt Kritik).
Beim Pferd Tra Flama der Südafrikanerin Giliese de Villiers, die die Prüfung nicht beendeten, kam es zu einem positiven Medikationsfund. In der Probe fanden sich Phenylbutazon sowie dessen Metabolit Oxyphenbutazon.

#### Mannschaftswertung
Aufgeführt sind nur die Mannschaften, die ein Mannschaftsergebnis erreichten. Auch sind nur die Reiter und Pferde für die Mannschaften aufgeführt, die in das Ziel und die Einzelwertung kamen.
|   | Mannschaft | Reiter                        | Pferd               | Zeit (Stunden) |
| - | ---------- | ----------------------------- | ------------------- | -------------- |
| 1 | Spanien    | Jaume Punti Dachs             | Novisaad d'Aqui     | 9:16:38        |
| 1 | Spanien    | Jordi Arboix Santacreu        | Mystair des Aubus   | 9:21:09        |
| 1 | Spanien    | Javier Cervera Sanchez-Arnedo | Strawblade          | 10:18:15       |
| 1 | Spanien    | 28:56:02                      |                     |                |
| 2 | Frankreich | Jean-Philippe Frances         | Secret de Mon Coeur | 9:22:41        |
| 2 | Frankreich | Franck Laousse                | Niky de la Fontaine | 9:53:01        |
| 2 | Frankreich | Nicolas Ballarin              | Lemir de Gargassan  | 9:53:02        |
| 2 | Frankreich | Denis Le Guillou              | Otimmins Armor      | 9:55:47        |
| 2 | Frankreich | 29:08:44                      |                     |                |
| 3 | Schweiz    | Barbara Lissarrague           | Preume de Paute     | 8:56:32        |
| 3 | Schweiz    | Sonja Fritschi                | Okkarina d'Alsace   | 10:23:10       |
| 3 | Schweiz    | Andrea Amacher                | Rustik d'Alsace     | 10:23:12       |
| 3 | Schweiz    | 29:42:54                      |                     |                |

#### Einzelwertung
| Rang | Reiter                        | Pferd               | Zeit (Stunden) |
| ---- | ----------------------------- | ------------------- | -------------- |
| 1    | Hamdan bin Muhammad Al Maktum | Yamamah             | 8:08:28        |
| 2    | Marijke Visser                | Laiza de Jalima     | 8:19:07        |
| 3    | Abdulrahman Saad Al Sulaiteen | Koheilan Kincso     | 8:56:23        |
| 4    | Barbara Lissarrague           | Preume de Paute     | 8:56:32        |
| 5    | Jaume Punti Dachs             | Novisaad d'Aqui     | 9:16:38        |
| 6    | Jordi Arboix Santacreu        | Mystair des Aubus   | 9:21:09        |
| 7    | Sami Said Salim al-Bulushi    | Khandjar du Boulve  | 9:21:28        |
| 8    | Jean-Philippe Frances         | Secret de Mon Coeur | 9:22:41        |
| 9    | Joyce van den Berg            | Run du Colombier    | 9:22:42        |
| 10   | Isa Abdulla Ali al-Hazza      | Raja du Roc'h       | 9:22:43        |
|      | …                             |                     |                |
| 25   | Sonja Fritschi                | Okkarina d'Alsace   | 10:23:10       |
| 26   | Andrea Amacher                | Rustik d'Alsace     | 10:23:12       |
|      | …                             |                     |                |
| —    | Mickels Schmartz              | Quenz Eddahab       | —              |
| —    | Stephanie Kunz                | Omar                | —              |
| —    | Melanie Arnold                | Sevinc              | —              |
| —    | Nora Penfornis                | Lascar Armor        | —              |
| —    | Valy Schmartz                 | Bachir              | —              |
| —    | Helga Wunderer                | Ariella             | —              |
| —    | Gabriela Förster              | Priceless Gold      | —              |
| —    | Belinda Hitzler               | Nabab La Majorie    | —              |
| —    | Veronika Münger               | Jannik CH           | —              |
| —    | Sabrina Arnold                | Saltan              | —              |
| —    | Sandra Bechter                | Sharimo CH          | —              |
| —    | Jenny Stemmler                | Radja d'Aurabelle   | —              |

### Dressur

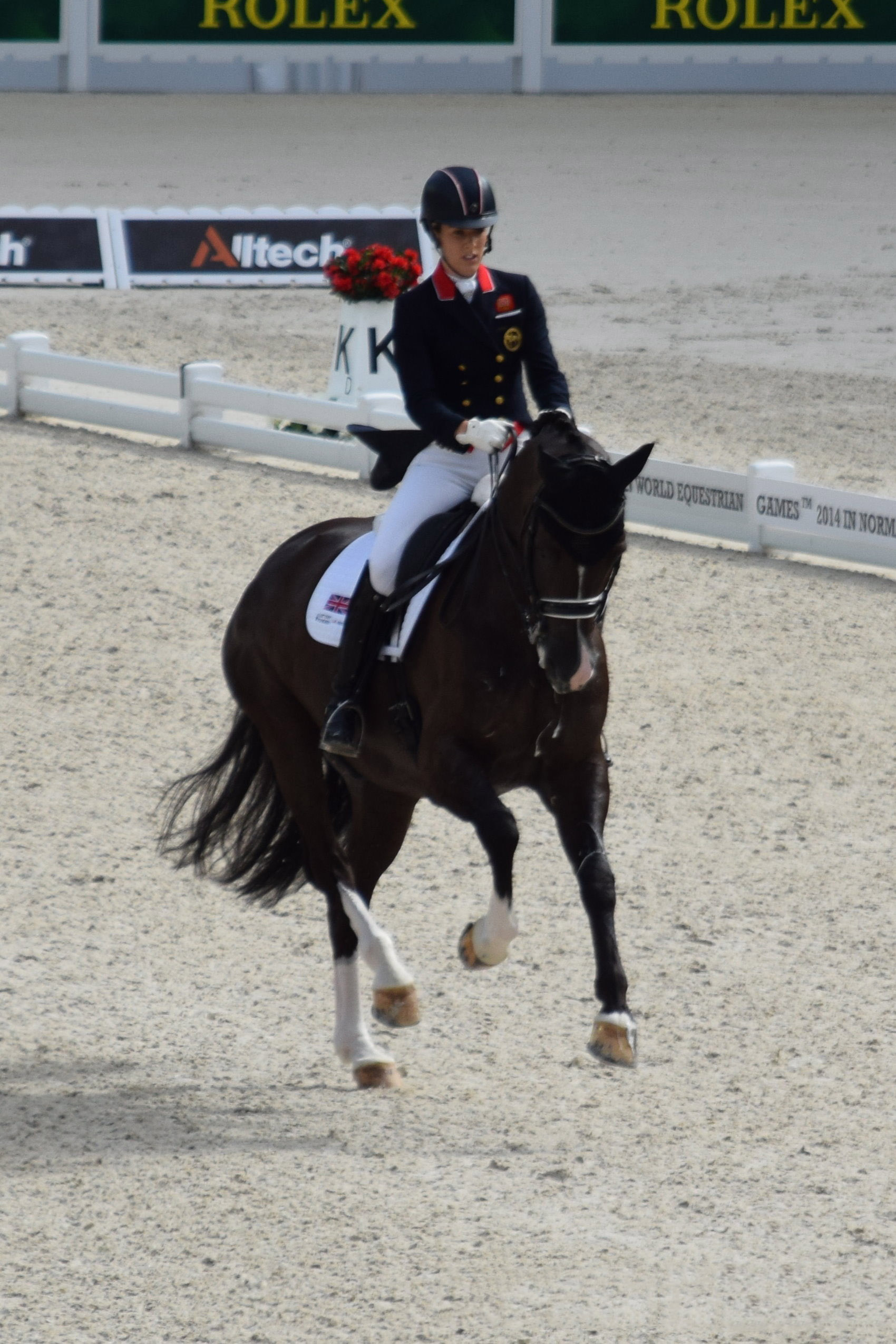
Goldmedaillengewinnerin in beiden Einzelwertungen der Dressur: Charlotte Dujardin und Valegro

- 100 Starterpaare aus 31 Nationen, 24 Mannschaften[22]

Die teilnehmenden Nationen können jeweils vier Dressurreiter mit je einem Pferd zu den Weltreiterspielen entsenden.
Die erste Teilprüfung war traditionell der Grand Prix de Dressage. Hierbei traten alle an den Weltreiterspielen teilnehmenden Dressurreiter an. Jede Mannschaft bestand aus drei oder vier Reitern einer Nation, von denen die drei besten Ergebnisse in die Mannschaftswertung eingingen. Anhand dieser Mannschaftswertung wurden die Mannschaftsmedaillen vergeben.
Die besten 30 Teilnehmer des Grand Prix de Dressage durften an der zweiten Prüfung, dem Grand Prix Spécial, teilnehmen. Anhand des Ergebnisses des Grand Prix Spécial wurden die Einzelmedaillen des Grand Prix Spécial vergeben.
Die Dressurreiter, die unter die Top 15 der Einzelwertung des Grand Prix Spécial kamen, konnten an der Grand Prix Kür teilnehmen. Soweit es aus einer oder mehreren Nationen mehr als drei Reiter unter die Top 15 des Grand Prix Spécial kamen, dürfte der jeweils niedrigstplatzierte (vierte) Reiter der jeweiligen Nation nicht an der Grand Prix Kür teilnehmen. Hierfür rückte nach der Platzierung des Grand Prix Spécial jeweils ein anderer Reiter nach. Anhand des Ergebnisses der Grand Prix Kür wurden dann die Einzelmedaillen der Grand Prix Kür vergeben.

#### Mannschaftswertung
Bereits vor Beginn der Weltreitspiele waren mit Undercover, dem derzeitigen Spitzenpferd von Edward Gal, und Totilas zwei der stärksten Paare ausgefallen. Die niederländische Equipe musste zudem noch vor den Weltreiterspielen auch den Ausfall von Siro, dem Pferd von Danielle Heijkoop, verkraften.
Die deutsche Equipe hatte für den Mannschaftswettbewerb wenig Losglück und musste jeweils als erste von 24 Mannschaften an den Start gehen. Fabienne Lütkemeier zeigte mit 73,586 Prozent eine gute Leistung, war am Ende jedoch das Streichergebnis der Mannschaft. Deutschland kam auf ein Gesamtergebnis von 241,700 Prozent, was einen Durchschnitt von über 80 Prozent für die drei zählenden Paare ergibt. Isabell Werth und ihre 10-jährige Stute Bella Rose bestätigten ihre gute Leistung vom CHIO Aachen und wurden in Caen sogar noch vor Helen Langehanenberg und Damon Hill NRW stärkstes deutsches Paar (Platz zwei der Einzelergebnisse).
Auf den zweiten Rang kam die britische Equipe, die vom sehr guten Ergebnis von Charlotte Dujardin und Valegro profitierten. Ansonsten konnte die Mannschaft das Fehlen von Pferden wie Uthopia oder Mistral Hojris, die den Olympiasieg 2012 mit ermöglicht hatten, noch nicht voll kompensieren. Die Niederlande kamen trotz geschwächter Mannschaft, insbesondere aufgrund des nach längerer Turnierpause zurückgekehrten Parzival mit Adelinde Cornelissen, noch auf den Bronzerang. Dänemark konnte trotz eines extra für die Weltreiterspiele in den Sport zurückgeholten Digby (mit Nathalie zu Sayn-Wittgenstein) mit einem siebenten Platz nicht an den vierten Platz der heimischen Europameisterschaft anknüpfen, allerdings war auch diese Equipe durch Ausfälle geschwächt.
Endergebnis:
|    | Mannschaft         | Reiter                        | Pferd              | Prozent  |
| -- | ------------------ | ----------------------------- | ------------------ | -------- |
| 1  | Deutschland        | Fabienne Lütkemeier           | D'Agostino FRH     | (73,586) |
| 1  | Deutschland        | Kristina Sprehe               | Desperados FRH     | 78,814   |
| 1  | Deutschland        | Helen Langehanenberg          | Damon Hill NRW     | 81,357   |
| 1  | Deutschland        | Isabell Werth                 | Bella Rose         | 81,529   |
| 1  | Deutschland        | 241,700                       |                    |          |
| 2  | Großbritannien     | Gareth Hughes                 | Nadonna            | (69,714) |
| 2  | Großbritannien     | Michael George Eilberg        | Half Moon Delphi   | 71,886   |
| 2  | Großbritannien     | Carl Hester                   | Nip Tuck           | 74,186   |
| 2  | Großbritannien     | Charlotte Dujardin            | Valegro            | 85,271   |
| 2  | Großbritannien     | 231,343                       |                    |          |
| 3  | Niederlande        | Edward Gal                    | Voice              | (72,414) |
| 3  | Niederlande        | Diederik van Silfhout         | Arlando            | 73,414   |
| 3  | Niederlande        | Hans Peter Minderhoud         | Johnson            | 74,357   |
| 3  | Niederlande        | Adelinde Cornelissen          | Parzival           | 79,629   |
| 3  | Niederlande        | 227,400                       |                    |          |
| 4  | Vereinigte Staaten | Tina Konyot                   | Calecto V          | (69,643) |
| 4  | Vereinigte Staaten | Adrienne Lyle                 | Wizard             | 72,000   |
| 4  | Vereinigte Staaten | Laura Graves                  | Verdades           | 74,871   |
| 4  | Vereinigte Staaten | Steffen Peters                | Legolas            | 75,843   |
| 4  | Vereinigte Staaten | 222,714                       |                    |          |
| 5  | Spanien            | Borja Carrascosa              | Hicksteadt         | (66,143) |
| 5  | Spanien            | José Antonio García Mena      | Norte Lovera       | 72,414   |
| 5  | Spanien            | Jose Daniel Martin Dockx      | Grandioso          | 74,243   |
| 5  | Spanien            | Morgan Barbançon              | Painted Black      | 75,143   |
| 5  | Spanien            | 221,800                       |                    |          |
| 6  | Schweden           | Jeanna Högberg                | Darcia             | (69,657) |
| 6  | Schweden           | Minna Telde                   | Santana            | 71,114   |
| 6  | Schweden           | Patrik Kittel                 | Scandic            | 74,086   |
| 6  | Schweden           | Tinne Vilhelmson Silfvén      | Don Auriello       | 76,186   |
| 6  | Schweden           | 221,386                       |                    |          |
| 7  | Dänemark           | Mikala Münter Gundersen       | My Lady            | (70,271) |
| 7  | Dänemark           | Lars Petersen                 | Mariett            | 70,800   |
| 7  | Dänemark           | Nathalie zu Sayn-Wittgenstein | Digby              | 72,771   |
| 7  | Dänemark           | Anna Kasprzak                 | Donnperignon       | 74,457   |
| 7  | Dänemark           | 218,028                       |                    |          |
| 8  | Österreich         | Karin Kosak                   | Lucy's Day         | (66,043) |
| 8  | Österreich         | Christian Schumach            | Picardo            | 66,786   |
| 8  | Österreich         | Renate Voglsang               | Fabriano           | 69,329   |
| 8  | Österreich         | Victoria Max-Theurer          | Augustin OLD       | 77,114   |
| 8  | Österreich         | 213,229                       |                    |          |
| 9  | Kanada             | Kanada                        | Kanada             | 211,714  |
| 10 | Australien         | Australien                    | Australien         | 210,829  |
| 11 | Frankreich         | Frankreich                    | Frankreich         | 210,615  |
| 12 | Belgien            | Belgien                       | Belgien            | 209,557  |
| 13 | Schweiz            | Hans Staub                    | Warbeau            | (66,114) |
| 13 | Schweiz            | Caroline Häcki                | Rigoletto Royal CH | 67,657   |
| 13 | Schweiz            | Melanie Hofmann               | Cazzago C          | 67,671   |
| 13 | Schweiz            | Marcela Krinke Susmelj        | Molberg            | 73,186   |
| 13 | Schweiz            | 208,514                       |                    |          |
| 14 | Finnland           | Finnland                      | Finnland           | 206,486  |
| 15 | Italien            | Italien                       | Italien            | 205,271  |
| 16 | Portugal           | Portugal                      | Portugal           | 202,686  |
| 17 | Polen              | Polen                         | Polen              | 200,843  |
| 18 | Russland           | Russland                      | Russland           | 200,700  |
| 19 | Ukraine            | Ukraine                       | Ukraine            | 198,829  |
| 20 | Südafrika          | Südafrika                     | Südafrika          | 194,929  |
| 21 | Norwegen           | Norwegen                      | Norwegen           | 194,386  |
| 22 | Irland             | Irland                        | Irland             | 194,057  |
| 23 | Luxemburg          | Diane Erpelding               | Woltair TSF        | 61,286   |
| 23 | Luxemburg          | Veronique Henschen            | Fontalero          | 65,457   |
| 23 | Luxemburg          | Sascha Schulz                 | Wito Corleone      | 66,086   |
| 23 | Luxemburg          | 192,829                       |                    |          |
| 24 | Brasilien          | Brasilien                     | Brasilien          | 188,429  |

#### Einzelwertung: Grand Prix Spécial
Der Sieg im Grand Prix Spécial ging an das Nummer-1-Paar der Weltrangliste, Charlotte Dujardin und Valegro, die auch schon im Grand Prix de Dressage das beste Ergebnis erzielt hatten. Das zweitplatzierte Paar des Grand Prix fehlte im Starterfeld, Isabell Werths Pferd Bella Rose hatte am Nachmittag des Vortags Anzeichen einer Huflederhautentzündung gezeigt, woraufhin Werth die Stute von den weiteren Wettbewerben zurückzog.
Die weiteren Medaillen sicherten sich Helen Langehanenberg und Kristina Sprehe mit ihren Hengsten. Bezüglich des Ergebnisses von Adelinde Cornelissen und Parzival, die auf dem vierten Rang kamen, kam es zu einer Beschwerde durch den niederländischen Verband: Cornelissen hatte Punktabzüge wegen zu späten Einreitens bekommen. Der Verband führt jedoch auf, die Reiterin sei durch einen Steward im Tunnel zum Stadion aufgehalten worden. Unabhängig von der Entscheidung wird Adelinde Cornelissen auf dem vierten Platz geführt werden, da ihr Rückstand zum dritten Platz mehr als die strittigen Prozentpunkte beträgt.
| Rang | Reiter                   | Pferd          | Prozent  |
| ---- | ------------------------ | -------------- | -------- |
| 1    | Charlotte Dujardin       | Valegro        | 86,120 % |
| 2    | Helen Langehanenberg     | Damon Hill NRW | 84,468 % |
| 3    | Kristina Sprehe          | Desperados FRH | 79,762 % |
| 4    | Adelinde Cornelissen     | Parzival       | 79,328 % |
| 5    | Tinne Vilhelmson Silfvén | Don Auriello   | 78,235 % |
| 6    | Victoria Max-Theurer     | Augustin OLD   | 77,857 % |
| 7    | Anna Kasprzak            | Donnperignon   | 77,269 % |
| 8    | Laura Graves             | Verdades       | 77,157 % |
| 9    | Diederik van Silfhout    | Arlando        | 75,924 % |
| 10   | Steffen Peters           | Legolas        | 75,742 % |
|      | …                        |                |          |
| 16   | Marcela Krinke Susmelj   | Molberg        | 74,874 % |
|      | …                        |                |          |
| 19   | Fabienne Lütkemeier      | D'Agostino     | 74,062 % |

#### Einzelwertung: Grand Prix Kür
Die Spitzengruppe des Grand Prix Spécial bestätigte ihre Leistungen auch in der Kür: Charlotte Dujardin und Valegro erreichten als einziges Paar über 90 Prozent und siegten damit klar. Mit einem ebenfalls sehr starken Ergebnis von 88 Prozent kamen Helen Langehanenberg und Damon Hill NRW auf den Silberrang. Die dritte Medaille ging Adelinde Cornelissen mit Parzival, während die Spécial-Dritten, Kristina Sprehe und Desperados FRH, auf den vierten Rang kamen.
Auf dem fünften Platz kam eine der Überraschungen der Weltreiterspiele: Laura Graves war bereits im Grand Prix Spécial mit Verdades beste amerikanische Reiterin und auch in der Kür deutlich vor ihrem Landsmann Steffen Peters platziert. Für Graves ist 2014 die erste Saison, in der sie international auf Grand-Prix-Niveau antritt.
| Rang | Reiter                        | Pferd            | Prozent  |
| ---- | ----------------------------- | ---------------- | -------- |
| 1    | Charlotte Dujardin            | Valegro          | 92,161 % |
| 2    | Helen Langehanenberg          | Damon Hill NRW   | 88,286 % |
| 3    | Adelinde Cornelissen          | Parzival         | 85,714 % |
| 4    | Kristina Sprehe               | Desperados FRH   | 83,125 % |
| 5    | Laura Graves                  | Verdades         | 82,036 % |
| 6    | Victoria Max-Theurer          | Augustin OLD     | 81,036 % |
| 7    | Tinne Vilhelmson Silfvén      | Don Auriello     | 80,375 % |
| 8    | Michael George Eilberg        | Half Moon Delphi | 79,696 % |
| 9    | Anna Kasprzak                 | Donnperignon     | 78,929 % |
| 10   | Steffen Peters                | Legolas          | 77,321 % |
| 11   | Diederik van Silfhout         | Arlando          | 77,286 % |
| 12   | Carl Hester                   | Nip Tuck         | 76,589 % |
| 13   | Nathalie zu Sayn-Wittgenstein | Digby            | 76,143 % |
| 14   | Hans Peter Minderhoud         | Johnson          | 75,554 % |
| 15   | Morgan Barbançon              | Painted Black    | 74,393 % |

### Dressur der Reiter mit Behinderung

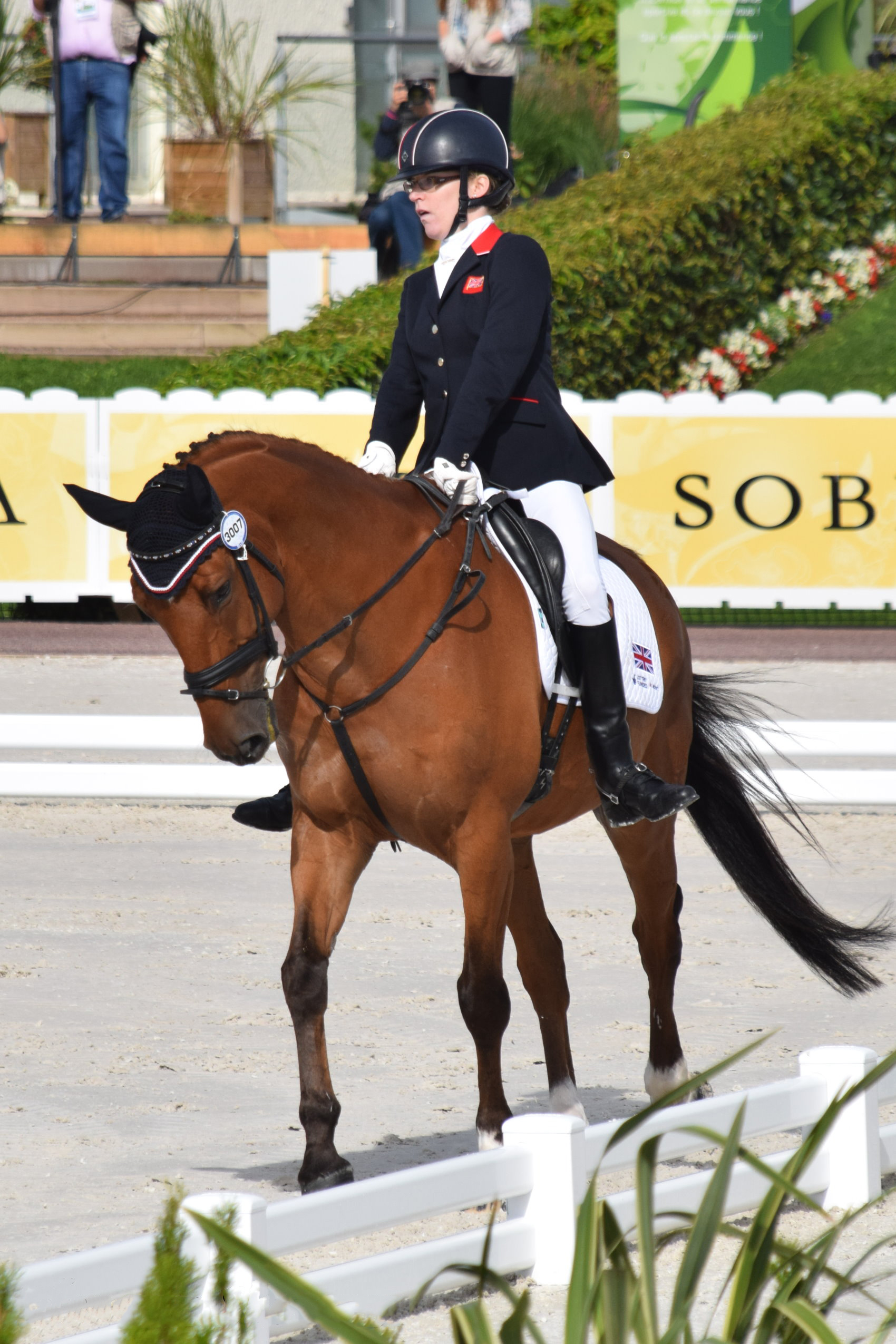
Sophie Christiansen (Grade Ia) und Janeiro bei den Weltreiterspielen 2014

- 100 Starterpaare aus 33 Nationen, 19 Mannschaften[22]

Die Mannschaftswertung in der „Para-Dressur“ folgte einem komplexen Regelwerk, um die Leistungen der unterschiedlich stark behinderten Teilnehmer sportlich vergleichbar zu machen. So setzte sich eine Mannschaft aus jeweils bis zu vier Reitern pro Nation zusammen, wobei die drei besten Ergebnisse in die Wertung eingingen. Pro Mannschaft musste zumindest ein Reiter den Graden Ia, Ib oder Grade II zugeordnet sein. Zudem galt die Regelung, dass pro Mannschaft nicht mehr als drei Reiter einem Grade angehören durften. Der Mannschaftswettbewerb bestand aus zwei Wertungsprüfungen. Die zweite Mannschaftsprüfung, nach der die Mannschaftsmedaillen vergeben wurden, wird Championshiptest genannt. In beiden Wertungsprüfungen wurden für jedes Grade eigene, festgelegte Aufgaben geritten.
Die Einzelwertung erfolgte getrennt von der Mannschaftswertung, neben den Mannschaftsreitern treten hier auch weitere Einzelreiter an. Die zweite Mannschaftsprüfung war zugleich die erste Teilprüfung der Einzelwertung. Der zweite Teil der Einzelwertung war die Kür, in der die Reiter die vorgeschriebenen Lektionen individuell zu einer Prüfung zusammenstellen. Pro Grade wurden zwei Weltmeister ermittelt, je einer im Championshiptest und in der Kür. Es wurden also, einschließlich der Mannschaftsprüfung, insgesamt elf Medaillensätze vergeben.

#### Mannschaftswertung
Endergebnis:
|       | Mannschaft         | Reiter                             | Pferd              | Prozent            | Prozent            | Prozent   |
| Tag 1 | Mannschaft         | Reiter                             | Pferd              | Tag 2              | Gesamt             |           |
| ----- | ------------------ | ---------------------------------- | ------------------ | ------------------ | ------------------ | --------- |
| 1     | Großbritannien     | Lee Pearson (Grade Ib)             | Zion               | 77,960             | 77,310             | 155,270   |
| 1     | Großbritannien     | Sophie Christiansen (Grade Ia)     | Janeiro            | 74,261             | 77,565             | 151,826   |
| 1     | Großbritannien     | Sophie Wells (Grade IV)            | Valerius           | 74,595             | 74,333             | 148,928   |
| 1     | Großbritannien     | Natasha Baker (Grade II)           | Cabral             | 73,647             | 71,429             | (145,076) |
| 1     | Großbritannien     |                                    |                    | 456,024            |                    |           |
| 2     | Niederlande        | Frank Hosmar (Grade IV)            | Alphaville         | 73,167             | 73,500             | 146,667   |
| 2     | Niederlande        | Sanne Voets (Grade III)            | Vedet PB           | 72,053             | 73,146             | 145,199   |
| 2     | Niederlande        | Rixt van der Horst (Grade II)      | Uniek              | 72,618             | 72,457             | 145,075   |
| 2     | Niederlande        | Demi Vermeulen (Grade II)          | Vaness             | 69,265             | 70,629             | (139,894) |
| 2     | Niederlande        |                                    |                    | 436,941            |                    |           |
| 3     | Deutschland        | Elke Philipp (Grade Ia)            | Regaliz            | 73,652             | 72,870             | 146,522   |
| 3     | Deutschland        | Hannelore Brenner (Grade III)      | Women of the World | 72,474             | 73,610             | 146,084   |
| 3     | Deutschland        | Carolin Schnarre (Grade IV)        | Del Rusch          | 70,571             | 69,333             | 139,904   |
| 3     | Deutschland        | Britta Näpel (Grade II)            | Let's Dance        | 68,912             | 69,057             | (137,969) |
| 3     | Deutschland        |                                    |                    | 432,510            |                    |           |
| 4     | Italien            | Sara Morganti (Grade Ia)           | Royal Delight      | 75,783             | 76,478             | 152,261   |
| 4     | Italien            | Silvia Veratti (Grade Ib)          | Zadok              | 72,000             | 70,069             | 142,069   |
| 4     | Italien            | Antonella Cecilia (Grade Ib)       | Ubacho             | 67,360             | 66,759             | 134,119   |
| 4     | Italien            | Francesca Salvadè (Grade II)       | Muggel             | 64,353             | 64,429             | (128,782) |
| 4     | Italien            |                                    |                    | 428,449            |                    |           |
| 5     | Dänemark           | Line Thorning Jørgensen (Grade IV) | Di Caprio          | 71,571             | 69,952             | 141,523   |
| 5     | Dänemark           | Stinna Tange Kaastrup (Grade Ib)   | Steffi Graf        | 71,360             | 70,000             | 141,360   |
| 5     | Dänemark           | Susanne Jensby Sunesen (Grade III) | Thy's Que Faire    | 69,263             | 71,976             | 141,239   |
| 5     | Dänemark           | Annika Lykke Risum (Grade III)     | Aros A' Fenris     | 69,868             | 69,561             | (139,429) |
| 5     | Dänemark           |                                    |                    | 424,122            |                    |           |
| 6     | Österreich         | Pepo Puch (Grade Ib)               | Fine Feeling S     | 76,520             | 74,793             | 151,313   |
| 6     | Österreich         | Michael Knauder (Grade Ia)         | Contessa           | 66,739             | 68,870             | 135,609   |
| 6     | Österreich         | Bernd Brugger (Grade III)          | Denigo             | 64,789             | 66,805             | 131,594   |
| 6     | Österreich         | Jutta Rus-Machan (Grade IV)        | Prada              | 60,571             | 63,881             | (124,452) |
| 6     | Österreich         |                                    |                    | 418,516            |                    |           |
| 7     | Belgien            | Belgien                            | Belgien            | Belgien            | Belgien            | 416,376   |
| 8     | Kanada             | Kanada                             | Kanada             | Kanada             | Kanada             | 410,584   |
| 9     | Singapur           | Singapur                           | Singapur           | Singapur           | Singapur           | 410,133   |
| 10    | Norwegen           | Norwegen                           | Norwegen           | Norwegen           | Norwegen           | 408,121   |
| 11    | Vereinigte Staaten | Vereinigte Staaten                 | Vereinigte Staaten | Vereinigte Staaten | Vereinigte Staaten | 407,042   |
| 12    | Irland             | Irland                             | Irland             | Irland             | Irland             | 406,483   |
| 13    | Australien         | Australien                         | Australien         | Australien         | Australien         | 404,484   |
| 14    | Frankreich         | Frankreich                         | Frankreich         | Frankreich         | Frankreich         | 403,307   |
| 15    | Brasilien          | Brasilien                          | Brasilien          | Brasilien          | Brasilien          | 402,635   |
| 16    | Schweden           | Schweden                           | Schweden           | Schweden           | Schweden           | 384,643   |
| 17    | Russland           | Russland                           | Russland           | Russland           | Russland           | 379,964   |
| 18    | Polen              | Polen                              | Polen              | Polen              | Polen              | 366,500   |
| 19    | Hongkong           | Hongkong                           | Hongkong           | Hongkong           | Hongkong           | 361,628   |

#### Einzelwertungen: Championshiptest

##### Grade Ia
Der Championshiptest der Grade Ia-Reiter fand am Nachmittag und Abend des 28. August 2014 statt. Wie bereits zwei Jahre zuvor bei den Paralympics gewann Sophie Christiansen mit Janeiro die Einzelwertung. Christiansen hatte die Einzel-Goldmedaille bei den Weltreiterspielen 2010 bereits mit ihrem Pferd Rivaldo of Berkeley gewonnen. Im Championshiptest der Grade Ia-Reiter waren 23 Pferd-Reiter-Paare am Start.
Endergebnis:
| Rang | Reiter              | Pferd         | Prozent  |
| ---- | ------------------- | ------------- | -------- |
| 1    | Sophie Christiansen | Janeiro       | 77,565 % |
| 2    | Sara Morganti       | Royal Delight | 76,478 % |
| 3    | Laurentia Tan       | Ruben James   | 75,087 % |
| 4    | Elke Philipp        | Regaliz       | 72,870 % |
| 5    | Helen Kearney       | Mister Cool   | 71,522 % |
|      | …                   |               |          |
| 12   | Michael Knauder     | Contessa      | 68,870 % |

##### Grade Ib
Die Entscheidung der Grade-Ib-Reiter, die mit 25 Starterpaaren das große Starterfeld des Championshiptests aufwies, wurde am 27. August 2014 ab 14:00 Uhr Ortszeit ausgetragen. Lee Pearson, Seriensieger in diesem Grade, konnte seinen Titel von 2010 verteidigen. Die Sieger des Grade Ib-Championshiptests der Sommer-Paralympics 2012, Joann Formosa und Worldwide PB, kamen in Caen nur noch auf den achten Rang. Der beste österreichische Para-Dressurreiter, Pepo Puch, kam mit seiner Stute Fine Feeling S auf den zweiten Platz.
Endergebnis:
| Rang | Reiter            | Pferd             | Prozent  |
| ---- | ----------------- | ----------------- | -------- |
| 1    | Lee Pearson       | Zion              | 77,310 % |
| 2    | Pepo Puch         | Fine Feeling      | 74,793 % |
| 3    | Nicole Den Dulk   | Wallace           | 71,621 % |
| 4    | Katja Karjalainen | Woikoski Double U | 70,724 % |
| 5    | Silvia Veratti    | Zadok             | 70,069 % |

##### Grade II
Am 28. August 2014 ab 13:30 Uhr Ortszeit wurde der Championshiptest der Grade-II-Reiter durchgeführt. Es waren 16 Reiter mit ihren Pferden am Start. Der Sieg ging hierbei an die 22-jährige Niederländerin Rixt van der Horst mit Uniek. Die Paralympics-Siegerin von 2012, Natasha Baker, kam auf den Silberrang.
Endergebnis:
| Rang | Reiter             | Pferd        | Prozent  |
| ---- | ------------------ | ------------ | -------- |
| 1    | Rixt van der Horst | Uniek        | 72,457 % |
| 2    | Natasha Baker      | Cabral       | 71,429 % |
| 3    | Lauren Barwick     | Off to Paris | 70,914 % |
| 4    | Demi Vermeulen     | Vaness       | 70,629 % |
| 5    | Britta Näpel       | Let's Dance  | 69,057 % |
|      | …                  |              |          |
| 12   | Celine van Till    | Amanta       | 65,114 % |

##### Grade III
Am Vormittag des 27. August 2014 wurde der Championshiptests der Grade-III-Reiter durchgeführt. Wie bei vielen Championaten zuvor gewann Hannelore Brenner mit ihrer inzwischen 19-jährigen Stute Women of the World auch in Caen den Championshiptest des Grade III. Mit weniger als einem Prozent Rückstand kam Sanne Voets aus den Niederlanden auf den zweiten Platz.
Endergebnis:
| Rang | Reiter                 | Pferd              | Prozent  |
| ---- | ---------------------- | ------------------ | -------- |
| 1    | Hannelore Brenner      | Women of the World | 73,610 % |
| 2    | Sanne Voets            | Vedet PB           | 73,146 % |
| 3    | Susanne Jensby Sunesen | Thy's Que Faire    | 71,976 % |
| 4    | Ann Cathrin Lübbe      | Donatello          | 69,854 % |
| 5    | Annika Lykke Risum     | Aros A' Fenris     | 69,561 % |
|      | …                      |                    |          |
| 7    | Steffen Zeibig         | Feel Good          | 68,000 % |
|      | …                      |                    |          |
| 11   | Bernd Brugger          | Denigo             | 66,805 % |

##### Grade IV
Der Championshiptest der Grade-IV-Reiter fand am Vormittag des 28. August 2014 statt. Es waren 17 Pferd-Reiter-Paare am Start. Die Goldmedaille in diesem Championshiptest ging an die Siegerin der Sommer-Paralympics 2012, Michèle George.
Endergebnis:
| Rang | Reiter                  | Pferd      | Prozent  |
| ---- | ----------------------- | ---------- | -------- |
| 1    | Michèle George          | Rainman    | 74,881 % |
| 2    | Sophie Wells            | Valerius   | 74,333 % |
| 3    | Frank Hosmar            | Alphaville | 73,500 % |
| 4    | Line Thorning Jørgensen | Di Caprio  | 69,952 % |
| 4    | Carolin Schnarre        | Del Rusch  | 69,333 % |
|      | …                       |            |          |
| 11   | Jutta Rus-Machan        | Prada      | 63,881 % |

#### Einzelwertungen: Kür
In den Küren der Reiter mit Behinderung durften jeweils noch die acht besten Teilnehmer des Championshiptests an den Start gehen.

##### Grade Ia
In der Kür der Grade Ia-Reiter siegte mit über einem Prozent Vorsprung die Italienerin Sara Morganti mit ihrer Stute Royal Delight. Morganti bekam als einzige Reiterin in dieser Prüfung in der (künstlerischen) B-Note von allen Richtern eine Benotung von 80 oder mehr Prozent.
Endergebnis:
| Rang | Reiter              | Pferd         | Prozent  |
| ---- | ------------------- | ------------- | -------- |
| 1    | Sara Morganti       | Royal Delight | 78,800 % |
| 2    | Sophie Christiansen | Janeiro       | 77,550 % |
| 3    | Elke Philipp        | Regaliz       | 76,750 % |
| 4    | Laurentia Tan       | Ruben James   | 73,750 % |
| 5    | Helen Kearney       | Mister Cool   | 72,050 % |

##### Grade Ib
Um den Sieger in der Kür der Grade-Ib-Reiter herrschte bei den fünf Wertungsrichtern Uneinigkeit: während zwei Richter Pepo Puch und seine Stute knapp vor Lee Pearson sahen, setzten drei Richter Pearson auf den ersten Rang. Da zwei dieser Richter Pearson jedoch 4,5 bzw. 5 Prozent bewerteten, siegte er im Gesamtergebnis deutlich mit über zwei Prozent Vorsprung.
Endergebnis:
| Rang | Reiter            | Pferd             | Prozent  |
| ---- | ----------------- | ----------------- | -------- |
| 1    | Lee Pearson       | Zion              | 80,050 % |
| 2    | Pepo Puch         | Fine Feeling      | 78,000 % |
| 3    | Nicole Den Dulk   | Wallace           | 75,150 % |
| 4    | Silvia Veratti    | Zadok             | 73,650 % |
| 5    | Katja Karjalainen | Woikoski Double U | 72,250 % |

##### Grade II
Mit einem Vorsprung von nur 0,1 Prozent fiel die Entscheidung um Gold und Silber in der Kür der Grade-II-Reiter sehr knapp aus. Es siegte wie im Championshiptest die Niederländerin Rixt van der Horst. Die Silbermedaillengewinnerin des Championshiptests, Natasha Baker, kam in der Kür lediglich auf den sechsten Rang.
Endergebnis:
| Rang | Reiter                   | Pferd        | Prozent  |
| ---- | ------------------------ | ------------ | -------- |
| 1    | Rixt van der Horst       | Uniek        | 76,350 % |
| 2    | Lauren Barwick           | Off to Paris | 76,250 % |
| 3    | Demi Vermeulen           | Vaness       | 71,900 % |
| 4    | Britta Näpel             | Let's Dance  | 71,350 % |
| 5    | Caroline Cecilie Nielsen | Leon         | 69,050 % |

##### Grade III
Auch in der Grade-III-Kür ging der Sieg in die Niederlande, es siegte Sanne Voets mit Vedet PB. Mit etwas über einem Prozent Rückstand kamen Hannelore Brenner und Women of the World auf den Silberrang.
Endergebnis:
| Rang | Reiter                 | Pferd              | Prozent  |
| ---- | ---------------------- | ------------------ | -------- |
| 1    | Sanne Voets            | Vedet PB           | 77,450 % |
| 2    | Hannelore Brenner      | Women of the World | 76,200 % |
| 3    | Annika Lykke Risum     | Aros A' Fenris     | 73,050 % |
| 4    | Roberta Sheffield      | Bindro T           | 70,200 % |
| 5    | Susanne Jensby Sunesen | Thy's Que Faire    | 69,950 % |
| 6    | Steffen Zeibig         | Feel Good          | 68,650 % |

##### Grade IV
In der Kür der Grade-IV-Reiter siegte wie bereits im Championshiptest die Belgierin Michèle George mit dem 12-jährigen Wallach Rainman.
Endergebnis:
| Rang | Reiter                  | Pferd      | Prozent  |
| ---- | ----------------------- | ---------- | -------- |
| 1    | Michèle George          | Rainman    | 78,650 % |
| 2    | Sophie Wells            | Valerius   | 78,050 % |
| 3    | Frank Hosmar            | Alphaville | 75,950 % |
| 4    | Line Thorning Jørgensen | Di Caprio  | 70,850 % |
| 5    | Philippa Johnson-Dwyer  | Verdi      | 70,750 % |
|      | …                       |            |          |
| 7    | Carolin Schnarre        | Del Rusch  | 61,550 % |

### Vielseitigkeit
- 91 Starterpaare, 16 Mannschaften

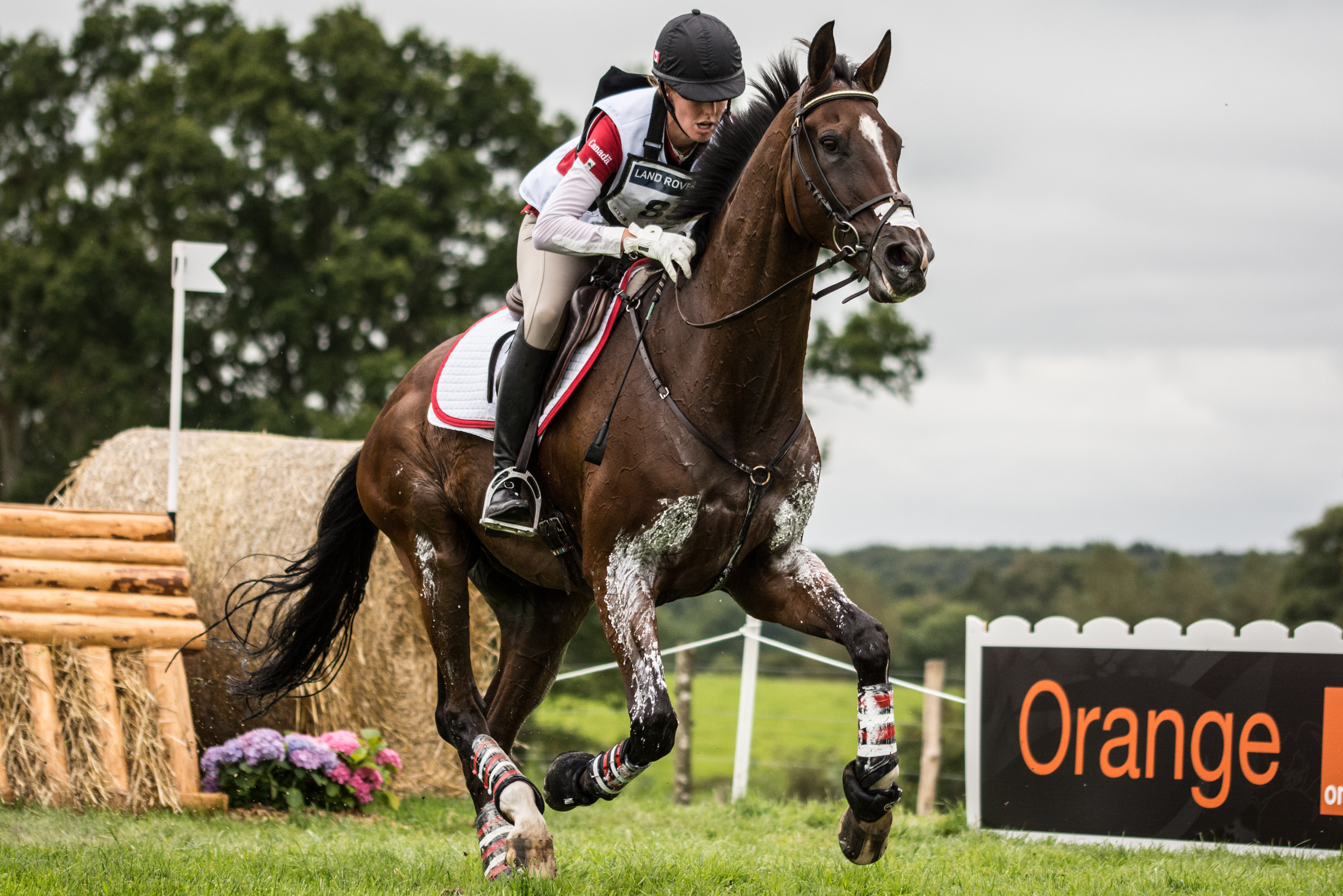
Die kanadische Reiterin Selena O’Hanlon mit Foxwood High auf der Geländestrecke (in der Endwertung 41. Platz in der Einzelwertung und Rang sieben mit der Mannschaft)

Die Nationen durften jeweils sechs Reiter mit je einem Pferd zu den Vielseitigkeitswettbewerben der Weltreiterspiele entsenden. Hiervon bildeten vier Teilnehmer pro Nation die Mannschaft, von denen die drei besten Ergebnisse in die Mannschaftswertung eingingen. Die übrigen zwei Reiter traten nur in der Einzelwertung an.

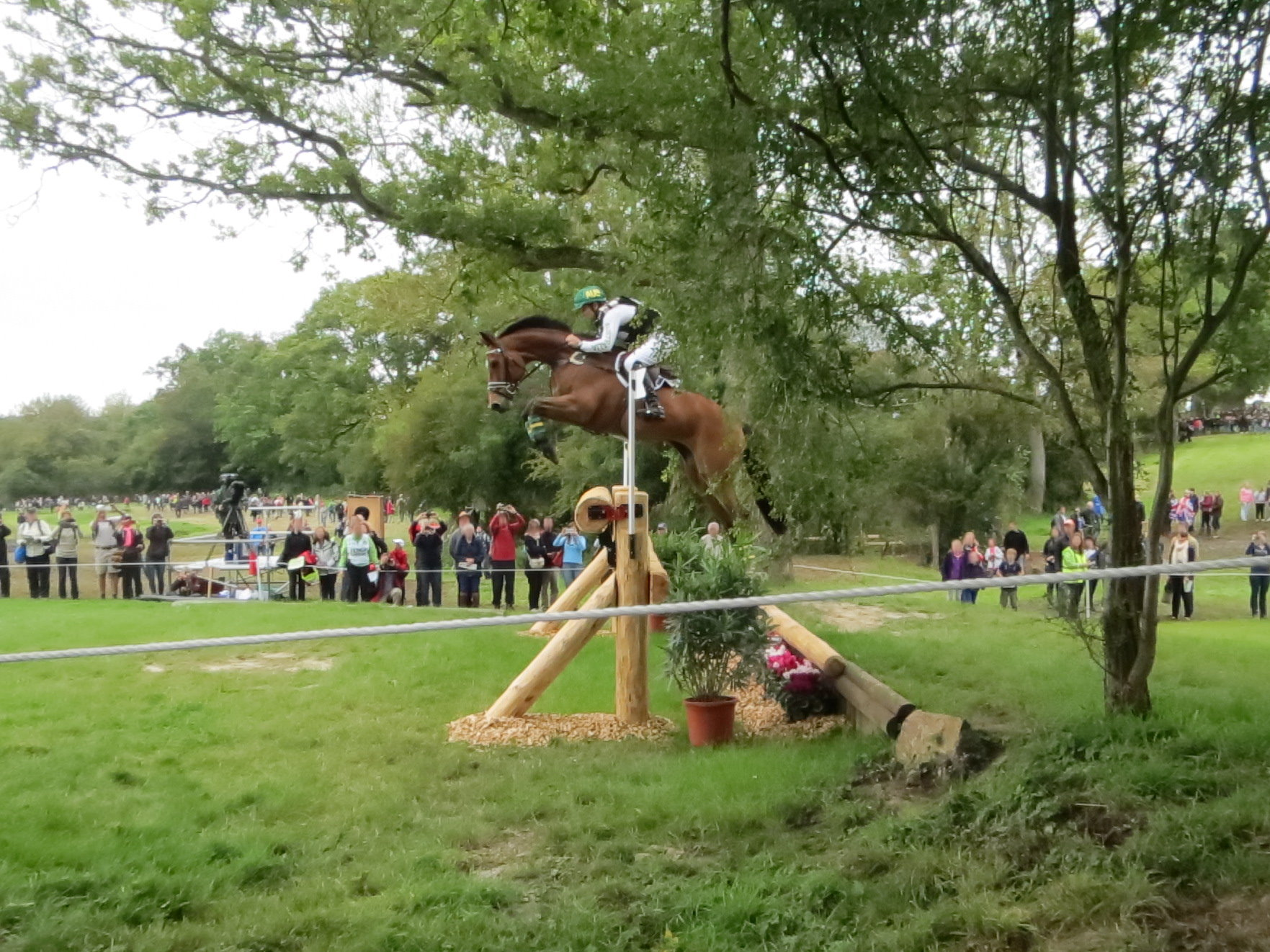
Ein mit einer Sollbruchstelle versehenes Hindernis, Teil der Geländestrecke der Weltreiterspiele 2014

Die erzielten Strafpunkte der Teilprüfungen wurden addiert und anhand dieses Ergebnisses wurden die Einzel- und Mannschaftswertung ermittelt. Die Geländestrecke entsprach dem Niveau einer CCI 4*-Prüfung. Auf der Geländestrecke waren mehrere Hindernisse mit Sollbruchstellen versehen, die das Risiko von Stürzen verringern sollten.
Der Vielseitigkeitswettbewerb litt unter den schlechten Witterungsbedingungen, insbesondere betraf dies den Geländetag (siehe hierzu auch den Abschnitt Kritik). Die Dressurteilprüfung endete mit einer Führung von Sandra Auffarth, die mit Opgun Louvo auf 35,2 Minuspunkte kam, was einem Dressurergebnis von 76,56 Prozent entspricht. Auf den zweiten Platz kam William Fox-Pitt mit Chilli Morning, in der Mannschaftswertung führte Deutschland mit 8,6 Minuspunkten vor der neuseeländischen Mannschaft.
Das Dressurergebnis wurde am Geländetag deutlich durcheinandergewirbelt, da kein Starterpaar in der Idealzeit in das Ziel kam und es damit viele Minuspunkte für Zeitüberschreitung gab. Die bisher top platzierte neuseeländische Mannschaft konnte nur zwei Reiter ins Ziel bringen. Ebenfalls mit nur noch zwei Mannschaftsreitern nach dem Gelände waren Belgien, die Vereinigten Staaten, Schweden, Italien, die Schweiz und Polen in der Wertung (wobei Schweden und Polen ohnehin nur mit drei Reiter in den Gesamtwettbewerb gestartet waren). In der Einzelwertung überholte Fox-Pitt Sandra Auffarth und lag damit mit 1,7 Minuspunkten in Führung. Der Einzelweltmeister von 2010, Michael Jung, lag mit Rocana, nun auf dem dritten Rang.
Trotz der anstrengenden Bedingungen im Gelände waren nur zwei Pferde bei der zweiten Verfassungsprüfung, die am Morgen vor der Springteilprüfung stattfand, nicht fit genug für den weiteren Wettbewerb und schieden damit aus. Schwer traf es die britische Mannschaft, die mit dem Tod von Harry Meades Pferd Wild Lone nicht nur den individuellen Schock verarbeiten musste, sondern auch noch ohne ihr viertes Mannschaftspaar auskommen musste.
Die Springprüfung fand im großen Stade Michel-d’Ornano in Caen vor gut 20.000 Zuschauern statt. In der Mannschaftswertung änderte sich in der Spitzengruppe wenig, lediglich Australien fiel vom dritten auf den fünften Rang zurück, während die niederländische Equipe sich vom fünften Platz auf den Bronzerang vorarbeitete. Silber ging mit deutlichem Vorsprung zu den Niederländern an Großbritannien, mit nochmals über 20 Minuspunkten Vorsprung zu den Briten gewann die deutsche Mannschaft die Goldmedaille.
Großer Verlierer in der Spitzengruppe der Einzelwertung war Andrew Nicholson, vor dem Springen der mit Nereo auf dem fünften Rang mit nur 2,2 Minuspunkten Rückstand zum Führenden lag. Er hatte drei Hindernisfehler (somit 12 weitere Minuspunkte) und lag damit in der Endwertung nur noch auf dem achten Rang. Nur einen Abwurf hatten William Fox-Pitt und Chilli Morning, doch dieser ließ sie auf den dritten Platz zurückfallen. Sowohl Michael Jung als auch Sandra Auffarth waren mit ihren Pferden ohne Fehler geblieben und sicherten sich damit Einzelsilber und Einzelgold.
Der ursprünglich auf dem fünften Platz der Einzelwertung geführte Maxime Livio wurde disqualifiziert. Bei seinem Pferd Qalao des Mers wurde eine positive Medikation gefunden. In dessen Probe fand sich das Beruhigungsmittel Acepromazin, auch die B-Probe bestätigte den Fund. In einem Interview gab Livio an, dass laut eines Gutachtens die Substanz in der Nacht vom 27. auf den 28. August verabreicht worden sein muss. In den Nächten sei die einzige Möglichkeit, in die Stallungen zu gelangen, den Stewart zu verständigen und bei diesem ein Formular zu unterzeichnen. Weder er noch einer seiner Pfleger sei in dieser Nacht bei den Pferden gewesen. Im April 2015 beschloss das FEI-Tribunal, Livio zu disqualifizieren. Aufgrund des Weltmeisterschaftsreglements führte diese Disqualifikation nicht nur zum Ausschluss aus der Einzelwertung, auch die französische Vielseitigkeits-Equipe wurde disqualifiziert. Frankreich verlor damit auch seine Qualifikation für die Olympischen Sommerspiele 2016.

#### Einzelwertung
| Rang | Reiter              | Pferd                   | Minuspunkte | Minuspunkte | Minuspunkte | Minuspunkte |
| Rang | Reiter              | Pferd                   | Dressur     | Gelände     | Springen    | Endergebnis |
| ---- | ------------------- | ----------------------- | ----------- | ----------- | ----------- | ----------- |
| 1    | Sandra Auffarth     | Opgun Louvo             | 35,2        | 16,8        | 0,0         | 52,0        |
| 2    | Michael Jung        | Rocana                  | 40,7        | 11,6        | 0,0         | 52,3        |
| 3    | William Fox-Pitt    | Chilli Morning          | 37,5        | 12,8        | 4,0         | 54,3        |
| 4    | Jonelle Price       | Classic Moet            | 48,5        | 4,0         | 4,0         | 56,5        |
| 5    | Karin Donckers      | Fletcha van't Verahof   | 42,3        | 13,6        | 4,0         | 59,9        |
| 6    | Peter Thomsen       | Barny                   | 46,3        | 14,0        | 0,0         | 60,3        |
| 7    | Boyd Martin         | Shamwari                | 46,3        | 13,6        | 4,0         | 63,9        |
| 8    | Andrew Nicholson    | Nereo                   | 45,3        | 7,2         | 12,0        | 64,5        |
| 9    | Andreas Ostholt     | So is et                | 46,3        | 10,4        | 8,0         | 64,7        |
| 10   | Zara Phillips       | High Kingdom            | 54,5        | 14,4        | 0,0         | 68,9        |
| 11   | Stuart Tinney       | Pluto Mio               | 48,3        | 15,6        | 8,0         | 71,9        |
| 12   | Elaine Pen          | Vira                    | 42,3        | 30,0        | 0,0         | 72,3        |
| 13   | Ingrid Klimke       | FRH Escada              | 41,2        | 32,4        | 0,0         | 73,6        |
|      | …                   |                         |             |             |             |             |
| 36   | Ben Vogg            | Noe des Vatys           | 54,3        | 47,2        | 12,0        | 113,5       |
|      | …                   |                         |             |             |             |             |
| 45   | Dirk Schrade        | Hop and Skip            | 45,3        | 90,0        | 0,0         | 135,3       |
|      | …                   |                         |             |             |             |             |
| 49   | Felix Vogg          | Onfire                  | 51,5        | 84,8        | 4,0         | 140,3       |
|      | …                   |                         |             |             |             |             |
| -    | Sébastien Poirier   | Tarango de Lully CH     | 53,7        | AUFG        |             |             |
| -    | Jasmin Gambirasio   | Thats It                | 66,0        | AUSG        |             |             |
| -    | Harald Siegl        | Luis W                  | 66,0        | AUSG        |             |             |
| -    | Eveline Bodenmüller | Jiva de la Brasserie CH | 54,2        | AUSG        |             |             |
| -    | Patrizia Attinger   | Raumalpha               | 49,5        | ZURÜCKG     |             |             |

#### Mannschaftswertung
| Rang | Mannschaft         | Reiter              | Pferd                   | Minuspunkte        | Minuspunkte        | Minuspunkte        | Minuspunkte     |
| Rang | Mannschaft         | Reiter              | Pferd                   | Dressur            | Gelände            | Springen           | Endergebnis     |
| ---- | ------------------ | ------------------- | ----------------------- | ------------------ | ------------------ | ------------------ | --------------- |
| 1    | Deutschland        | Sandra Auffarth     | Opgun Louvo             | 35,2               | 16,8               | 0,0                | 52,0            |
| 1    | Deutschland        | Michael Jung        | Rocana                  | 40,7               | 11,6               | 0,0                | 52,3            |
| 1    | Deutschland        | Ingrid Klimke       | FRH Escada              | 41,2               | 32,4               | 0,0                | 73,6            |
| 1    | Deutschland        | Dirk Schrade        | Hop and Skip            | 45,3               | 90,0               | 0,0                | (135,3)         |
| 1    | Deutschland        |                     |                         |                    | 177,9              |                    |                 |
| 2    | Großbritannien     | William Fox-Pitt    | Chilli Morning          | 37,5               | 12,8               | 4,0                | 54,3            |
| 2    | Großbritannien     | Zara Phillips       | High Kingdom            | 54,5               | 14,4               | 0,0                | 68,9            |
| 2    | Großbritannien     | Kristina Cook       | De Novo News            | 50,0               | 17,6               | 8,0                | 75,6            |
| 2    | Großbritannien     | Harry Meade         | Wild Lone (†)           | 56,3               | 26,4               | —                  | (—)             |
| 2    | Großbritannien     |                     |                         |                    | 198,8              |                    |                 |
| 3    | Niederlande        | Elaine Pen          | Vira                    | 42,3               | 30,0               | 0,0                | 72,3            |
| 3    | Niederlande        | Tim Lips            | Keyflow                 | 49,5               | 22,4               | 8,0                | 79,9            |
| 3    | Niederlande        | Merel Blom          | Rumour has it           | 51,0               | 43,6               | 0,0                | 94,6            |
| 3    | Niederlande        | Andrew Heffernan    | Boleybawn Ace           | 55,0               | AUFG               |                    | (1000,0)        |
| 3    | Niederlande        |                     |                         |                    | 246,8              |                    |                 |
| 4    | Australien         | Paul Tapner         | Kilronan                | 47,0               | 19,6               | 8,0                | 74,6            |
| 4    | Australien         | Sam Griffiths       | Paulank Brockagh        | 53,3               | 18,4               | 8,0                | 75,7            |
| 4    | Australien         | Shane Rose          | Taurus                  | 61,7               | 26,8               | 24,0               | 112,5           |
| 4    | Australien         | Christopher Burton  | Jamaimo                 | 52,8               | ZURÜCKG            |                    | (1000,0)        |
| 4    | Australien         |                     |                         |                    | 262,0              |                    |                 |
| 5    | Irland             | Irland              | Irland                  | Irland             | Irland             | Irland             | 319,3           |
| 6    | Kanada             | Kanada              | Kanada                  | Kanada             | Kanada             | Kanada             | 356,0           |
| 7    | Brasilien          | Brasilien           | Brasilien               | Brasilien          | Brasilien          | Brasilien          | 387,7           |
| 8    | Spanien            | Spanien             | Spanien                 | Spanien            | Spanien            | Spanien            | 387,8           |
| 9    | Belgien            | Belgien             | Belgien                 | Belgien            | Belgien            | Belgien            | 1143,3          |
| 10   | Vereinigte Staaten | Vereinigte Staaten  | Vereinigte Staaten      | Vereinigte Staaten | Vereinigte Staaten | Vereinigte Staaten | 1199,3          |
| 11   | Schweden           | Schweden            | Schweden                | Schweden           | Schweden           | Schweden           | 1215,1          |
| 12   | Italien            | Italien             | Italien                 | Italien            | Italien            | Italien            | 1244,2          |
| 13   | Schweiz            | Ben Vogg            | Noe des Vatys           | 54,3               | 47,2               | 12,0               | 113,5           |
| 13   | Schweiz            | Felix Vogg          | Onfire                  | 51,5               | 84,8               | 4,0                | 140,3           |
| 13   | Schweiz            | Eveline Bodenmüller | Jiva de la Brasserie CH | 54,2               | AUSG               |                    | 1000,00         |
| 13   | Schweiz            | Jasmin Gambirasio   | Thats It                | 66,0               | AUSG               |                    | (1000,00)       |
| 13   | Schweiz            |                     |                         |                    | 1253,8             |                    |                 |
| 14   | Neuseeland         | Neuseeland          | Neuseeland              | Neuseeland         | Neuseeland         | Neuseeland         | 2064,5          |
| 15   | Polen              | Polen               | Polen                   | Polen              | Polen              | Polen              | 3000,0          |
| –    | Frankreich         | Frankreich          | Frankreich              | Frankreich         | Frankreich         | Frankreich         | disqualifiziert |

Anmerkung: Teilnehmer, die ausgeschieden sind oder aufgegeben haben, werden in der Mannschaftswertung jeweils mit 1000 Minuspunkten gewertet.

### Springen
- 153 Starterpaare, 33 Mannschaften

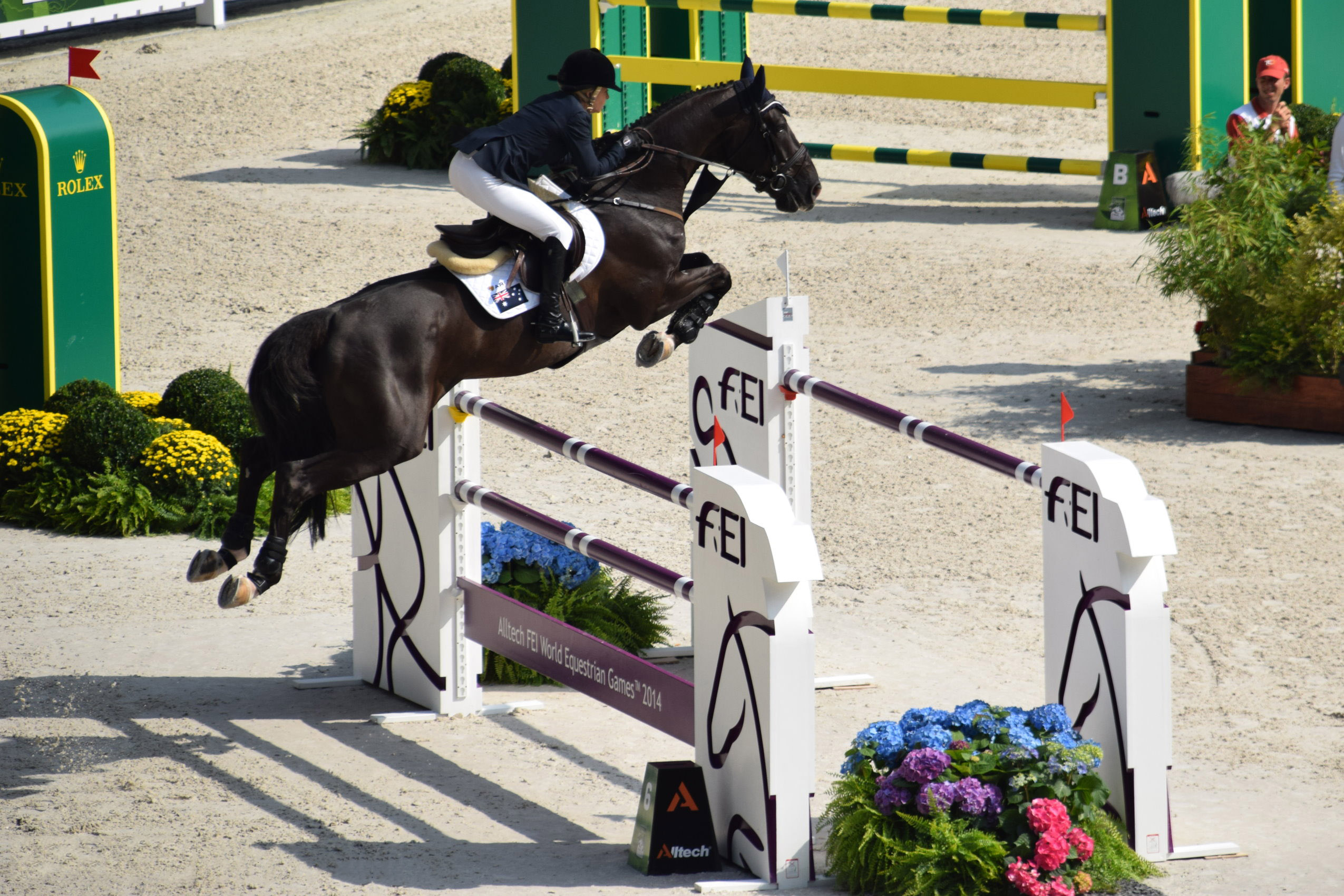
Edwina Tops-Alexander und Ego van Orti bei den Weltreiterspielen 2014

Die teilnehmenden Nationen dürften jeweils fünf Springreiter mit je einem Pferd zu den Weltreiterspielen entsenden. Hiervon nahmen dann je vier Reiter-Pferd-Paare am Mannschafts- und Einzelwettbewerb teil. Der fünfte Reiter dient ausschließlich als Reserve und ist, soweit kein anderer Mannschaftsreiter seiner Nation vor Beginn der Wettbewerbe ausfällt, nicht startberechtigt.
Der Modus der Mannschaftswertung bestand aus zwei Teilprüfungen mit zusammen drei Umläufen. Für die Einzelwertung zählen die Prüfungen der Mannschaftswertung sowie zwei weitere Prüfungen.
Die erste Wertungsprüfung der Springreiter in Mannschaft und Einzel war ein Zeitspringen. Der Gewinner des Zeitspringens wurde nach Abschluss der Prüfung mit null Strafpunkten gewertet. Der Zeitunterschied zwischen dem Sieger und den weiteren Reitern wurde mit 0,5 multipliziert und ergab somit deren Anzahl an Strafpunkten.
In der zweiten Wertungsprüfung fiel die Entscheidung um die Mannschaftsmedaillen. Diese Prüfung war der klassische Nationenpreis, er wurde als Springprüfung mit zwei Umläufen ausgetragen. Die Strafpunkte aus der ersten Prüfung wurden mit in die zweite Prüfung übernommen. Hier starteten im zweiten Umlauf nur noch die zehn besten Mannschaften der Gesamtwertung nach dem ersten Umlauf. Die restlichen Reiter nahmen am zweiten Umlauf nur noch als Einzelreiter teil. Nach dem zweiten Umlauf wurden die Mannschaftsmedaillen vergeben. Soweit nach dem zweiten Umlauf zwei oder mehr Mannschaften strafpunktgleich auf dem ersten Platz gelegen hätten, hätte ein Stechen die Vergabe der Goldmedaille entschieden.
Für die dritte Teilprüfung der Einzelwertung, die Einzel-Finalqualifikation, qualifizieren sich die besten 30 Einzelreiter nach den ersten beiden Wertungsprüfungen. Die bisherigen Strafpunkte werden beibehalten. Es handelt sich hierbei ein weiteres Mal um eine Springprüfung mit zwei Umläufen. Nach diesen zwei Umläufen stehen die Plätze 30 bis 5 der Einzelwertung fest.
Die besten vier Reiter-Pferd-Paare nach den vorangegangenen Springprüfungen starten in einer weiteren Prüfung, einer Springprüfung mit Pferdewechsel über vier Runden. Die Strafpunkte aus den bisherigen Springprüfungen werden hierbei nicht mitgenommen. Jeder der vier Reiter startet zunächst mit seinem eigenen Pferd, anschließend mit den Pferden seiner drei Konkurrenten aus dieser Finalprüfung. Sollte nun aufgrund von Strafpunktgleichheit kein Sieger feststehen, entscheidet seit den Weltreiterspielen 2010 die Wertung, die nach dem zweiten Umlauf der dritten Teilprüfung bestand.

#### Mannschaftswertung
Nach dem Zeitspringen lag in der Mannschaftswertung die Equipe Frankreichs vor heimischem Publikum in Führung. Mit nicht ganz einem Strafpunkt Abstand folgte Schweden. Die Mannschaft der Vereinigten Staaten kam auf Platz drei und bestätigte damit ihre guten Leistungen in der Nationenpreisserie. Deutschland folgte mit 0,10 Strafpunkten Rückstand auf Platz vier, ein Rückstand, der bis zur letzten Mannschaftsprüfung erhalten bleiben sollte.
Im ersten Umlauf des klassischen Nationenpreises verlor Frankreich seine Führung und fiel mit acht hinzugekommenen Strafpunkten auf den vierten Platz zurück. Auch Schweden rutschte ab, mit zwölf hinzugekommenen Strafpunkten kamen sie nur noch auf Rang sieben in der Zwischenwertung. Die niederländischen Springreiter kamen in diesem ersten Umlauf auf ein fehlerloses Ergebnis und kämpften sich damit vom fünften Platz an die Spitze. Ausgeschieden nach diesem Umlauf waren unter anderem die Schweiz (11. Platz) und Mannschaftsolympiasieger Großbritannien, die lediglich auf den 18. Platz kamen.
Der letzte Umlauf der Nationenpreiswertung war fair, aber einer Weltmeisterschaft angemessen schwer gebaut: es kam zu etlichen Fehlern, aber kaum ein Reiter musste mehr als einen Hindernisabwurf hinnehmen. Die zu reitende Zeit war knapp gewählt, aber für die meisten Starterpaare lösbar. Das beste Mannschaftsergebnis in diesem Umlauf lieferten als der Spitzengruppe Frankreich mit zwei fehlerfreien Ritten ab. Dies gelang auch Brasilien, die sich damit auf dem fünften Platz halten konnten. Für die Niederlande, die Vereinigten Staaten und Deutschland gelang jeweils nur einem Mannschaftsreiter mit seinem Pferd ein fehlerfreier Ritt, die übrigen Mannschaftsreiter dieser Equipen hatten jeweils einen Hindernisfehler (bei je einem deutschen und niederländischen Starterpaar kam zudem ein Zeitstrafpunkt hinzu, diese Ergebnisse bildeten jeweils das Streichergebnis). Da die Niederlande vor dem letzten Umlauf jedoch einen recht großen Vorsprung hatten, konnten sie ihre Führung beibehalten und gewannen damit Mannschaftsgold. Frankreich schob sich auf den Silberrang, etwa 2 ½ Strafpunkte vor den Vereinigten Staaten auf dem Bronzerang. Der Rückstand von 0,10 Strafpunkten, der seit dem Zeitspringen bestand, fehlte Deutschland am Ende zu einem Medaillenrang.
| Rang | Land               | Reiter                  | Pferd                  | umgerechnete Punkte | Strafpunkte | Strafpunkte | Strafpunkte |
| Rang | Land               | Reiter                  | Pferd                  | Zeitspringen        | 1. Umlauf   | 2. Umlauf   | Gesamt      |
| ---- | ------------------ | ----------------------- | ---------------------- | ------------------- | ----------- | ----------- | ----------- |
| 1    | Niederlande        | Jeroen Dubbeldam        | Zenith                 | 1,25                | 0           | (5)         |             |
| 1    | Niederlande        | Maikel van der Vleuten  | Verdi                  | (3,05)              | 0           | 4           |             |
| 1    | Niederlande        | Jur Vrieling            | Bubalu                 | 2,29                | (9)         | 0           |             |
| 1    | Niederlande        | Gerco Schröder          | London                 | 1,29                | 0           | 4           |             |
| 1    | Niederlande        |                         |                        | 4,83                | 0           | 8           | 12,83       |
| 2    | Frankreich         | Simon Delestre          | Qlassic Bois Margot    | 1,60                | (4)         | (4)         |             |
| 2    | Frankreich         | Pénélope Leprevost      | Flora de Mariposa      | 0,40                | 4           | 0           |             |
| 2    | Frankreich         | Kevin Staut             | Reveur de Hurtebise    | (2,11)              | 4           | 0           |             |
| 2    | Frankreich         | Patrice Delaveau        | Orient Express         | 0,08                | 0           | 4           |             |
| 2    | Frankreich         |                         |                        | 2,08                | 8           | 4           | 14,08       |
| 3    | Vereinigte Staaten | McLain Ward             | Rothchild              | 2,56                | 0           | 4           |             |
| 3    | Vereinigte Staaten | Kent Farrington         | Voyeur                 | 2,00                | 4           | 4           |             |
| 3    | Vereinigte Staaten | Lucy Davis              | Barron                 | (6,21)              | (4)         | (4)         |             |
| 3    | Vereinigte Staaten | Beezie Madden           | Cortes ‘C’             | 0,16                | 0           | 0           |             |
| 3    | Vereinigte Staaten |                         |                        | 4,72                | 4           | 8           | 16,72       |
| 4    | Deutschland        | Christian Ahlmann       | Codex One              | 1,32                | 4           | 0           |             |
| 4    | Deutschland        | Marcus Ehning           | Cornado NRW            | (3,14)              | 0           | (5)         |             |
| 4    | Deutschland        | Daniel Deußer           | Cornet d'Amour         | 0,70                | 0           | 4           |             |
| 4    | Deutschland        | Ludger Beerbaum         | Chiara                 | 2,80                | (4)         | 4           |             |
| 4    | Deutschland        |                         |                        | 4,82                | 4           | 8           | 16,82       |
| 5    | Brasilien          | Pedro Veniss            | Quabri de L'Isle       | 3,39                | (4)         | 4           |             |
| 5    | Brasilien          | Doda de Miranda         | Bogeno                 | (47,31)             | 0           | (4)         |             |
| 5    | Brasilien          | Marlon Módolo Zanotelli | Clouwni                | 5,46                | 0           | 0           |             |
| 5    | Brasilien          | Rodrigo Pessoa          | Status                 | 4,10                | 0           | 0           |             |
| 5    | Brasilien          |                         |                        | 12,95               | 0           | 4           | 16,95       |
| 6    | Schweden           | Schweden                | Schweden               | 3,01                | 12          | 5           | 20,01       |
| 7    | Irland             | Irland                  | Irland                 | 6,51                | 12          | 5           | 23,51       |
| 8    | Kanada             | Kanada                  | Kanada                 | 6,00                | 8           | 17          | 31,00       |
| 9    | Ukraine            | Ukraine                 | Ukraine                | 14,98               | 8           | 22          | 44,98       |
| 10   | Kolumbien          | Kolumbien               | Kolumbien              | 9,86                | 12          | 25          | 46,86       |
| 11   | Schweiz            | Pius Schwizer           | Toulago                | 6,18                | 12          |             |             |
| 11   | Schweiz            | Jane Richard Philips    | Pablo de Virton        | (9,07)              | 0           |             |             |
| 11   | Schweiz            | Paul Estermann          | Castlefield Eclipse    | 4,43                | 4           |             |             |
| 11   | Schweiz            | Steve Guerdat           | Nino des Buissonnets   | 5,19                | 4           |             |             |
| 11   | Schweiz            |                         |                        | 15,80               | 8           |             | 23,80       |
| 12   | Dänemark           | Dänemark                | Dänemark               | 15,47               | 13          |             | 28,47       |
| 13   | Belgien            | Belgien                 | Belgien                | 9,53                | 20          |             | 29,53       |
| 14   | Spanien            | Spanien                 | Spanien                | 18,47               | 12          |             | 30,47       |
| 15   | Katar              | Katar                   | Katar                  | 11,01               | 20          |             | 31,01       |
| 16   | Italien            | Italien                 | Italien                | 15,04               | 17          |             | 32,04       |
| 17   | Australien         | Australien              | Australien             | 16,51               | 17          |             | 33,51       |
| 18   | Großbritannien     | Großbritannien          | Großbritannien         | 12,39               | 24          |             | 36,39       |
| 19   | Venezuela          | Venezuela               | Venezuela              | 18,78               | 18          |             | 36,78       |
| 20   | Norwegen           | Norwegen                | Norwegen               | 14,65               | 24          |             | 38,65       |
| 21   | Ägypten            | Ägypten                 | Ägypten                | 14,27               | 28          |             | 42,27       |
| 22   | Mexiko             | Mexiko                  | Mexiko                 | 20,94               | 29          |             | 49,94       |
| 23   | Österreich         | Dieter Köfler           | Emir van het Moleneind | 9,74                | (15)        |             |             |
| 23   | Österreich         | Astrid Kneifel          | Royal des Bissons      | 7,60                | 12          |             |             |
| 23   | Österreich         | Markus Saurugg          | Texas I                | (12,69)             | 13          |             |             |
| 23   | Österreich         | Stefanie Bistan         | Apollonia              | 10,69               | 0           |             |             |
| 23   | Österreich         |                         |                        | 28,03               | 25          |             | 53,03       |
| 24   | Tschechien         | Tschechien              | Tschechien             | 24,76               | 31          |             | 55,76       |
| 25   | Japan              | Japan                   | Japan                  | 27,40               | 33          |             | 60,40       |
| 26   | Finnland           | Finnland                | Finnland               | 35,13               | 30          |             | 65,13       |
| 27   | Marokko            | Marokko                 | Marokko                | 21,11               | 45          |             | 66,11       |
| 28   | Slowakei           | Slowakei                | Slowakei               | 31,49               | 35          |             | 66,49       |
| 29   | Polen              | Polen                   | Polen                  | 28,42               | 44          |             | 72,42       |
| 30   | Südafrika          | Südafrika               | Südafrika              | 38,51               | 45          |             | 83,51       |
| 31   | Russland           | Russland                | Russland               | 69,99               | 47          |             | 116,99      |
| —    | Chile              | Chile                   | Chile                  | 51,62               |             |             |             |
| —    | Argentinien        | Argentinien             | Argentinien            | 79,32               |             |             |             |

Anmerkung: Teilnehmer, die im Zeitspringen ausgeschieden sind, konnten, soweit sie Teil einer Mannschaft waren, auch in den nachfolgenden Prüfungen antreten. Sie wurden im Mannschaftsergebnis für die Zeitspringprüfung mit 47,31 Strafpunkten (20 Strafpunkte mehr als der schlechteste Reiter in der Wertung) gewertet.

#### Einzelwertung
In der ersten Teilprüfung, der Zeitspringprüfung, siegte der erst 19-jährige Ire Bertram Allen (unter anderem Sieger des Großen Preises des CSIO 5* Dublin 2014) mit Molly Malone V. Allen ging damit ohne Strafpunkte in die nachfolgende Prüfung, im Endergebnis der Einzelwertung kam er auf den siebenten Platz. Knapp hinter ihm, auf dem zweiten Platz der Zeitspringprüfung lag Patrice Delaveau mit Orient Express. Für Delaveau kamen im Laufe der weiteren vier Ritte von der Finalprüfung mit Pferdewechsel zu den 0,08 Strafpunkten nur ein einziger Hindernisfehler hinzu, so dass er vor dem Pferdewechsel 4,08 Strafpunkten in Führung liegt. Ähnlich gut schlugen sich Beezie Madden und Cortes ‘C’, dritte im Zeitspringen (0,16 Strafpunkte) und mit 4,16 Strafpunkten nach fünf Ritten ebenfalls für das Finale mit Pferdewechsel qualifiziert. Auch für Rolf-Göran Bengtsson kamen nach dem Zeitspringen nur vier Strafpunkte hinzu, für Jeroen Dubbeldam kamen fünf Strafpunkte hinzu. Beide vervollständigen die Finalprüfung mit Pferdewechsel.
Aus österreichischer Sicht erfreulich war das gute Abschneiden der 22-jährigen Stefanie Bistan, die mit ihrer Stute Apollonia im Endergebnis auf den 20. Platz kam. Als einziger Schweizer in der Prüfung der besten 30 Springreiter kam Steve Guerdat mit Nino des Buissonnets auf den 11. Rang. Eines der besten Ergebnisse für einen afrikanischen Springreiter bei Championaten überhaupt lieferte der in Frankreich trainierende Abdelkebir Ouaddar, der mit Quickly de Kreisker auf Platz 13 kam.
Nachdem die deutsche Mannschaft knapp eine Medaille in der Mannschaftswertung verpasst hatte, waren dennoch alle vier deutschen Reiter für die Prüfung der besten 30 Springreiter qualifiziert. Ludger Beerbaum lag mit Chiara auf dem 30. Platz, mit etwa 10 Strafpunkten hinter der zu diesem Zeitpunkt führenden Beezie Madden, er verzichtete daher auf die weitere Teilnahme. Ebenfalls verzichtete Christian Ahlmann, der mit Codex One zu diesem Zeitpunkt auf dem zehnten Platz lag und sich mit zwei möglichen fehlerfreien Runden für das Finale mit Pferdewechsel qualifiziert hätte. Der Verzicht Ahlmanns wurde unter anderem mit Verletzungen des Reiters und des Pferdes früher in der Saison sowie die weitere Turniersaison. Der Unmut über diese Verzichte wurde im deutschen Fanblock im Stade Michel-d’Ornano mit einem Protestplakat kundgetan.
Ebenfalls eine Chance auf die Finalprüfung hatte Daniel Deußer, der mit Cornet d'Amour nach vier Ritten auf Platz vier lag. Bei seinem fünften Ritt während der Weltreiterspiele fiel jedoch die Stange eines Hindernisses, mit diesen zusätzlichen vier Strafpunkten kam er im Endergebnis auf den sechsten Rang. Marcus Ehning arbeitete sich zusammen mit Cornado NRW in der dritten Teilprüfung vom 20. Platz auf den zehnten Rang im Endergebnis.
Das Finale der besten vier Springreiter, in das alle vier Reiter wieder ohne Strafpunkte starteten, sortierte die Reihenfolge der besten vier nochmals kräftig durcheinander. Als einziger Reiter ohne einen Fehler während dieser Finalprüfung sicherte sich der Einzel-Olympiasieger von 2000, Jeroen Dubbeldam, die Goldmedaille. Knapp daran vorbei schrammte Patrice Delaveau, der sich mit Rolf-Göran Bengtssons Hengst Casall einen Zeitstrafpunkt einfing. Nachdem die zwei vorangegangenen Reiter mit Casall jeweils einen Hindernisfehler hatten, ritt Delaveau mit ihm in reduziertem Grundtempo. Nur Dubbeldam als letztem Reiter von Casall gelang es, fehlerfrei in der Zeit zu bleiben, was ihm den entscheidenden Vorsprung einbrachte.
Wenig glücklich verlief das Finale für Beezie Madden, die die Situation eines Finales mit Pferdewechsel schon von den Weltreiterspielen 2006 kannte, und für Rolf-Göran Bengtsson, der teilweise als Favorit in der Prüfung mit Pferdewechsel gehandelt wurde. Bengtsson hatte mit drei Pferden je einen Hindernisfehler (auch mit seinem eigenen Pferd), mit Dubbeldams Pferd bekam er zudem zwei Zeitstrafpunkte. Madden gelang eine fehlerfreie Runde nur mit ihrem eigenen Pferd Cortes ‘C’. Cortes ‘C’ blieb mit allen Reitern ohne Fehler und war damit klar bestes Pferd dieser Prüfung. Auf den weiteren Plätzen folgten Orient Express (8 Strafpunkte), Casall (9 Strafpunkte) und Zenith (10 Strafpunkte) knapp hintereinander.
Endstand nach dem Pferdewechsel:
| Rang | Reiter               | Strafpunkte                           | Strafpunkte | Strafpunkte | Strafpunkte | Strafpunkte    | Strafpunkte           | Strafpunkte |
| Rang | Reiter               | Zwischenergebnis vor der Finalprüfung | Pferd       | Pferd       | Pferd       | Pferd          | Ergebnis Finalprüfung |             |
| Rang | Reiter               | Zwischenergebnis vor der Finalprüfung | Zenith      | Casall      | Cortes ‘C’  | Orient Express | Ergebnis Finalprüfung |             |
| ---- | -------------------- | ------------------------------------- | ----------- | ----------- | ----------- | -------------- | --------------------- | ----------- |
| 1    | Jeroen Dubbeldam     | (6,25)                                | 0           | 0           | 0           | 0              | 0                     |             |
| 2    | Patrice Delaveau     | (4,08)                                | 0           | 1           | 0           | 0              | 1                     |             |
| 3    | Beezie Madden        | (4,16)                                | 4           | 4           | 0           | 4              | 12                    |             |
| 4    | Rolf-Göran Bengtsson | (4,34)                                | 6           | 4           | 0           | 4              | 14                    |             |

Zwischenergebnis (vor der Finalprüfung mit Pferdewechsel):
| Rang | Reiter                  | Pferd                  | umgerechnete Punkte | Strafpunkte    | Strafpunkte    | Strafpunkte    | Strafpunkte    | Zwischen- ergebnis |
| Rang | Reiter                  | Pferd                  | umgerechnete Punkte | 2. Teilprüfung | 2. Teilprüfung | 3. Teilprüfung | 3. Teilprüfung | Zwischen- ergebnis |
| Rang | Reiter                  | Pferd                  | 1. Teilprüfung      | 1. Umlauf      | 2. Umlauf      | 1. Umlauf      | 2. Umlauf      | Zwischen- ergebnis |
| ---- | ----------------------- | ---------------------- | ------------------- | -------------- | -------------- | -------------- | -------------- | ------------------ |
| 1    | Patrice Delaveau        | Orient Express         | 0,08                | 0              | 4              | 0              | 0              | 4,08               |
| 2    | Beezie Madden           | Cortes ‘C’             | 0,16                | 0              | 0              | 4              | 0              | 4,16               |
| 3    | Rolf-Göran Bengtsson    | Casall                 | 0,34                | 0              | 0              | 0              | 4              | 4,34               |
| 4    | Jeroen Dubbeldam        | Zenith                 | 1,25                | 0              | 5              | 0              | 0              | 6,25               |
| 5    | McLain Ward             | Rothchild              | 2,56                | 0              | 4              | 0              | 0              | 6,56               |
| 6    | Daniel Deußer           | Cornet d'Amour         | 0,70                | 0              | 4              | 0              | 4              | 8,70               |
| 7    | Bertram Allen           | Molly Malone V         | 0,00                | 4              | 4              | 1              | 0              | 9,00               |
| 8    | Cassio Rivetti          | Vivant                 | 3,14                | 0              | 4              | 4              | 0              | 11,14              |
| 9    | Denis Lynch             | All Star               | 3,83                | 4              | 0              | 4              | 0              | 11,83              |
| 10   | Marcus Ehning           | Cornado NRW            | 3,14                | 0              | 5              | 4              | 0              | 12,14              |
| 11   | Steve Guerdat           | Nino des Buissonnets   | 5,19                | 4              | 0              | 0              | 4              | 13,19              |
| 12   | Darragh Kenny           | Imothep                | 3,82                | 4              | 1              | 0              | 5              | 13,82              |
| 13   | Abdelkebir Ouaddar      | Quickly de Kreisker    | 1,41                | 8              | 1              | 4              | 0              | 14,41              |
| 14   | Ali bin Chalid Al Thani | Vienna Olympic         | 2,89                | 0              | 4              | 0              | 8              | 14,89              |
| 15   | Edwina Tops-Alexander   | Ego van Orti           | 5,43                | 1              | 2              | 1              | 8              | 17,43              |
|      | …                       |                        |                     |                |                |                |                |                    |
| 20   | Stefanie Bistan         | Apollonia              | 10,69               | 0              | 0              | 12             | 8              | 30,69              |
|      | …                       |                        |                     |                |                |                |                |                    |
| 30   | Christian Ahlmann       | Codex One              | 1,32                | 4              | 0              | N.GES.         |                | 5,32               |
|      | …                       |                        |                     |                |                |                |                |                    |
| 33   | Ludger Beerbaum         | Chiara                 | 2,80                | 4              | 0              | N.GES.         |                | 10,80              |
|      | …                       |                        |                     |                |                |                |                |                    |
| 43   | Jane Richard Philips    | Pablo de Virton        | 9,07                | 0              | 8              |                |                | 17,07              |
|      | …                       |                        |                     |                |                |                |                |                    |
| 47   | Paul Estermann          | Castlefield Eclipse    | 4,43                | 4              | 15             |                |                | 23,43              |
|      | …                       |                        |                     |                |                |                |                |                    |
| 85   | Pius Schwizer           | Toulago                | 6,18                | 12             |                |                |                | 18,18              |
|      | …                       |                        |                     |                |                |                |                |                    |
| 92   | Astrid Kneifel          | Royal des Bissons      | 7,60                | 12             |                |                |                | 19,60              |
|      | …                       |                        |                     |                |                |                |                |                    |
| 108  | Dieter Köfler           | Emir van het Moleneind | 9,74                | 15             |                |                |                | 24,74              |
|      | …                       |                        |                     |                |                |                |                |                    |
| 110  | Markus Saurugg          | Texas I                | 12,69               | 13             |                |                |                | 25,69              |

Anmerkungen:

### Voltigieren

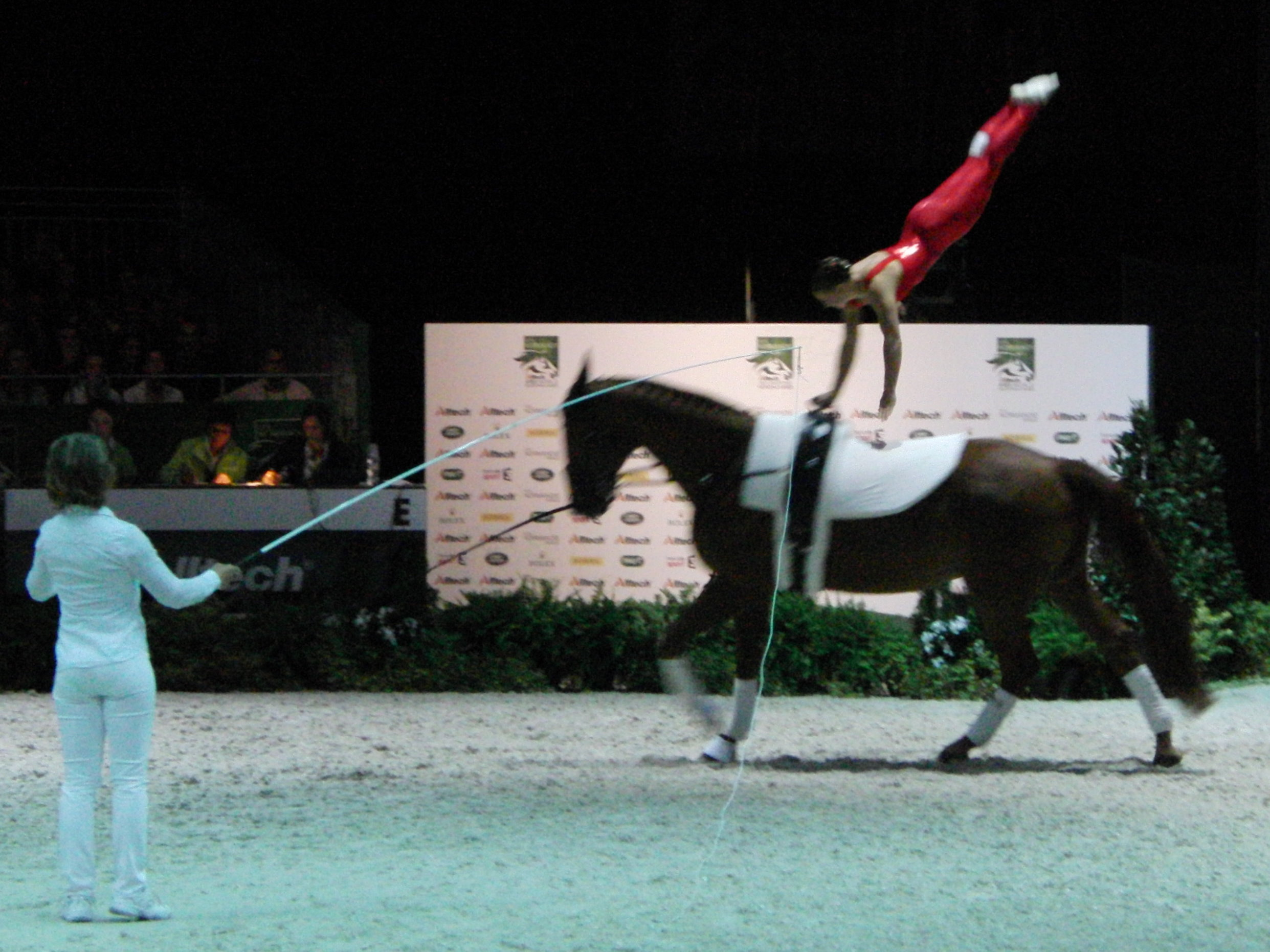
Die Schweizer Voltigiererin Simone Jäiser bei den Weltreiterspielen 2014

- 179 gemeldete Voltigierer aus 17 Nationen[1]

Zu Beginn absolvierten sowohl die Einzelvoltigierer als auch die Gruppen eine Pflicht- und eine Kürprüfung. Am Finale durften die besten 15 Damen und Herren sowie die besten zwölf Gruppen aus der ersten Teilprüfung teilnehmen. Hierbei absolvierten die Einzelvoltigierer sowohl ein Technik-Programm als auch eine Kür, wohingegen die Gruppen ausschließlich zur Kür antreten mussten. Nach den beiden Teilprüfungen wurden anhand des Durchschnitts der einzelnen Teilprüfungen die Medaillen der Einzelvoltigierer Damen, der Einzelvoltigierer Herren und der Gruppen vergeben. Bei Gleichstand der Wertungsnoten in der Gesamtwertung hätte die bessere Pflicht entschieden.
Neu im Programm der Voltigierer war das Doppelvoltigieren, meist Pas de deux genannt. Nachdem der Pas de deux seit 2009 Teil der Europameisterschaften und seit 2012 Teil der Weltmeisterschaften ist, feierte es 2014 auch im großen Rahmen der Weltreiterspiele seine Premiere. Das Programm der Doppelvoltigierer besteht ausschließlich aus zwei Kürprüfungen.
Bewertet wurden die einzelnen Vorstellungen durch acht Turnierrichter.

#### Mannschaftswertung
Die Pflichtprüfung der Mannschaftswertung (Gruppenvoltigieren) fand am 2. September statt, die erste Kürprüfung am 3. September und die Kür der besten 12 Mannschaften am 5. September. Es waren 17 Mannschaften am Start.
In der Endwertung kamen drei Mannschaften auf eine Wertung von acht Punkten. Nach den Europameisterschaften 2013 gewann das Deutschland repräsentierende Team Neuss auch das Mannschaftsgold bei den Weltreiterspielen. Die Schweiz, die nach der ersten Kür einen Abstand von nur 0,033 Punkten hatte, zeigte die deutsche Mannschaft eine zweite Kür, die mit 9,058 Punkten bewertet wurde. Damit stieg der Vorsprung auf 0,221 Punkte an, die Schweizer Mannschaft gewann die Silbermedaille. Österreich, nach der Pflicht in Führung und nach der ersten Kür noch auf dem dritten Platz, kam in der zweiten Kür nur auf 7,841 Punkte und war damit hier gut einen Punkt schlechter als Frankreich, das damit auf den Bronzerang vorrückte. Die Vereinigten Staaten, deren Mannschaft bei den vorherigen Wertreiterspielen vier Jahre zuvor noch Gold gewonnen hatten, kamen 2014 nur auf den siebten Rang.
| Rang | Mannschaft         | Longenführer                 | Pferd             | Punkte  | Punkte | Punkte | Punkte | Punkte |
| Rang | Mannschaft         | Longenführer                 | Pferd             | Pflicht | Kür 1  | Kür 2  | Gesamt |        |
| ---- | ------------------ | ---------------------------- | ----------------- | ------- | ------ | ------ | ------ | ------ |
| 1    | Deutschland        | Jessica Schmitz              | Delia             | 7,852   | 8,390  | 9,058  | 8,724  |        |
| 2    | Schweiz            | Monika Winkler-Bischofberger | Will Be Good      | 7,757   | 8,357  | 8,357  | 8,503  |        |
| 3    | Frankreich         | Fabrice Holzberger           | Watriano R        | 7,217   | 7,804  | 8,825  | 8,315  |        |
| 4    | Österreich         | Maria Lehrmann               | Alessio l'Amabile | 7,873   | 7,907  | 7,841  | 7,874  |        |
| 5    | Schweden           | Ronja Persson                | Achim             | 6,954   | 7,527  | 8,211  | 7,869  |        |
| 6    | Italien            | Laura Carnabuci              | Andokan           | 6,754   | 7,116  | 8,271  | 7,694  |        |
| 7    | Vereinigte Staaten | Julie Divita                 | Stanford          | 6,666   | 6,850  | 7,861  | 7,356  |        |
| 8    | Südafrika          | Lars Hansen                  | Elegante          | 6,294   | 7,508  | 7,737  | 7,319  |        |

#### Einzelwertung Damen
In der Einzelwertung der Damen gewann Joanne Eccles deutlich vor der Italienerin Anna Cavallaro. Eccles wurde in Caen zum dritten Mal in Folge Weltmeisterin. Die Europameisterin von 2013, Rikke Laumann, lag nach der ersten Teilprüfung noch in Führung, rutschte jedoch im Laufe der Prüfungen auf den vierten Platz der Gesamtwertung ab.
| Rang | Voltigiererin    | Longenführer        | Pferd            | Punkte  | Punkte | Punkte  | Punkte | Punkte |
| Rang | Voltigiererin    | Longenführer        | Pferd            | Pflicht | Kür 1  | Technik | Kür 2  | Gesamt |
| ---- | ---------------- | ------------------- | ---------------- | ------- | ------ | ------- | ------ | ------ |
| 1    | Joanne Eccles    | John Eccles         | Bentley          | 8,350   | 8,888  | 8,513   | 9,119  | 8,718  |
| 2    | Anna Cavallaro   | Nelson Vidoni       | Harley           | 8,224   | 8,645  | 8,240   | 8,697  | 8,452  |
| 3    | Simone Jäiser    | Rita Blieske        | Luk              | 8,300   | 8,577  | 7,988   | 8,863  | 8,433  |
| 4    | Rikke Laumann    | Lasse Kristensen    | Ghost Alfarvad Z | 8,435   | 8,652  | 7,802   | 8,780  | 8,418  |
| 5    | Mary McCormick   | Carolyn Bland       | Palatine         | 8,080   | 7,869  | 7,989   | 8,506  | 8,112  |
| 6    | Kristina Boe     | Winnie Schlüter     | Highlander       | 7,961   | 8,217  | 7,546   | 8,689  | 8,104  |
| 7    | Corinna Knauf    | Alexandra Knauf     | Fabiola W        | 8,110   | 8,361  | 7,305   | 8,257  | 8,009  |
|      | …                |                     |                  |         |        |         |        |        |
| 12   | Jasmin Gipperich | Claudia Westerheide | Polan            | 8,027   | 7,770  | 7,205   | 7,801  | 7,701  |
| 13   | Daniela Fritz    | Maria Lehrmann      | Caramel          | 7,746   | 7,884  | 6,482   | 8,080  | 7,548  |

#### Einzelwertung Herren
Bei den Herren siegte der französische Voltigierer Jacques Ferrari, der ein Jahr zuvor bereits die Europameisterschaften gewonnen hatte. Der Weltmeister von 2012, Nicolas Andreani, kam auf den zweiten Rang. Mit nur 0,015 Punkten Rückstand auf Andreani gewann Erik Oese die Einzel-Bronzemedaille. Oese siegte im Technikprogramm mit 8,400 Punkten, während Ferrari in den übrigen drei Prüfungen dominierte und als einziger männlicher Einzelvoltigierer in der zweiten Kür eine Note von mehr als neun Punkten erreichte.
| Rang | Voltigierer      | Longenführer              | Pferd                       | Punkte  | Punkte | Punkte  | Punkte | Punkte |
| Rang | Voltigierer      | Longenführer              | Pferd                       | Pflicht | Kür 1  | Technik | Kür 2  | Gesamt |
| ---- | ---------------- | ------------------------- | --------------------------- | ------- | ------ | ------- | ------ | ------ |
| 1    | Jacques Ferrari  | François Athimon          | Poivre Vert                 | 8,410   | 8,838  | 8,101   | 9,166  | 8,629  |
| 2    | Nicolas Andréani | Marina Joosten Dupon      | Just A Kiss                 | 8,300   | 8,740  | 8,228   | 8,723  | 8,498  |
| 3    | Erik Oese        | Andreas Bäßler            | Calvador                    | 8,106   | 8,589  | 8,400   | 8,835  | 8,483  |
| 4    | Thomas Brüsewitz | Irina Lenkeit             | Airbus                      | 8,144   | 8,370  | 7,815   | 8,694  | 8,256  |
| 5    | Viktor Brüsewitz | Winnie Schlüter           | Highlander                  | 8,216   | 8,405  | 7,419   | 8,486  | 8,132  |
| 6    | Lambert Leclezio | Roost Hanemaaijer-Slottje | Timothy van de Wilhelminaho | 7,801   | 8,098  | 7,937   | 8,477  | 8,079  |
|      | …                |                           |                             |         |        |         |        |        |
| 9    | Lukas Heppler    | Barbara Zürcher           | Waimar CH                   | 7,915   | 8,129  | 7,484   | 6,802  | 7,583  |
| 10   | Lukas Wacha      | Klaus Haidacher           | Bram                        | 7,971   | 7,409  | 6,639   | 8,053  | 7,518  |
|      | …                |                           |                             |         |        |         |        |        |
| 14   | Stefan Csandl    | Marion Meißl              | Pipetto                     | 7,734   | 6,629  | 7,170   | 7,072  | 7,152  |
| 15   | Cyril Michel     | Vanessa Steiger           | Cyrano Nilaya CH            | 7,312   | 6,964  | 6,521   | 7,186  | 6,996  |

#### Pas de deux
Im Doppelvoltigieren (Pas de deux) waren zwölf Starterpaare am Start. Es siegte das dominierende Paar des Pas de deux-Voltigierens, Jasmin Lindner und Lukas Wacha aus Österreich. Beide hatten zusammen bereits 2012 die Weltmeisterschaften und 2013 die Europameisterschaften gewonnen. Bereits mit deutlichem Abstand kam das beste deutsche Paar, Pia Engelberty und Torben Jacobs, auf den Silberrang.
| 1 | Jasmin Lindner  | Lukas Wacha        | Klaus Haidacher | Bram      | 9,083 | 9,035 | 9,059 |
| 2 | Pia Engelberty  | Torben Jacobs      | Patric Looser   | Danny Boy | 8,516 | 8,694 | 8,605 |
| 3 | Joanne Eccles   | Hannah Eccles      | John Eccles     | Bentley   | 8,570 | 8,580 | 8,575 |
| 4 | Gera Marie Grün | Justin van Gerven  | Patric Looser   | Danny Boy | 8,631 | 8,362 | 8,497 |
| 5 | Cassidy Palmer  | Kimberly Palmer    | Wolfgang Renz   | Leon      | 8,149 | 8,151 | 8,150 |
| 6 | Evelyn Freund   | Stefanie Millinger | Nina Rossin     | Robin     | 8,530 | 7,470 | 8,000 |

### Fahren
- 46 Gespannfahrer, 14 Mannschaften

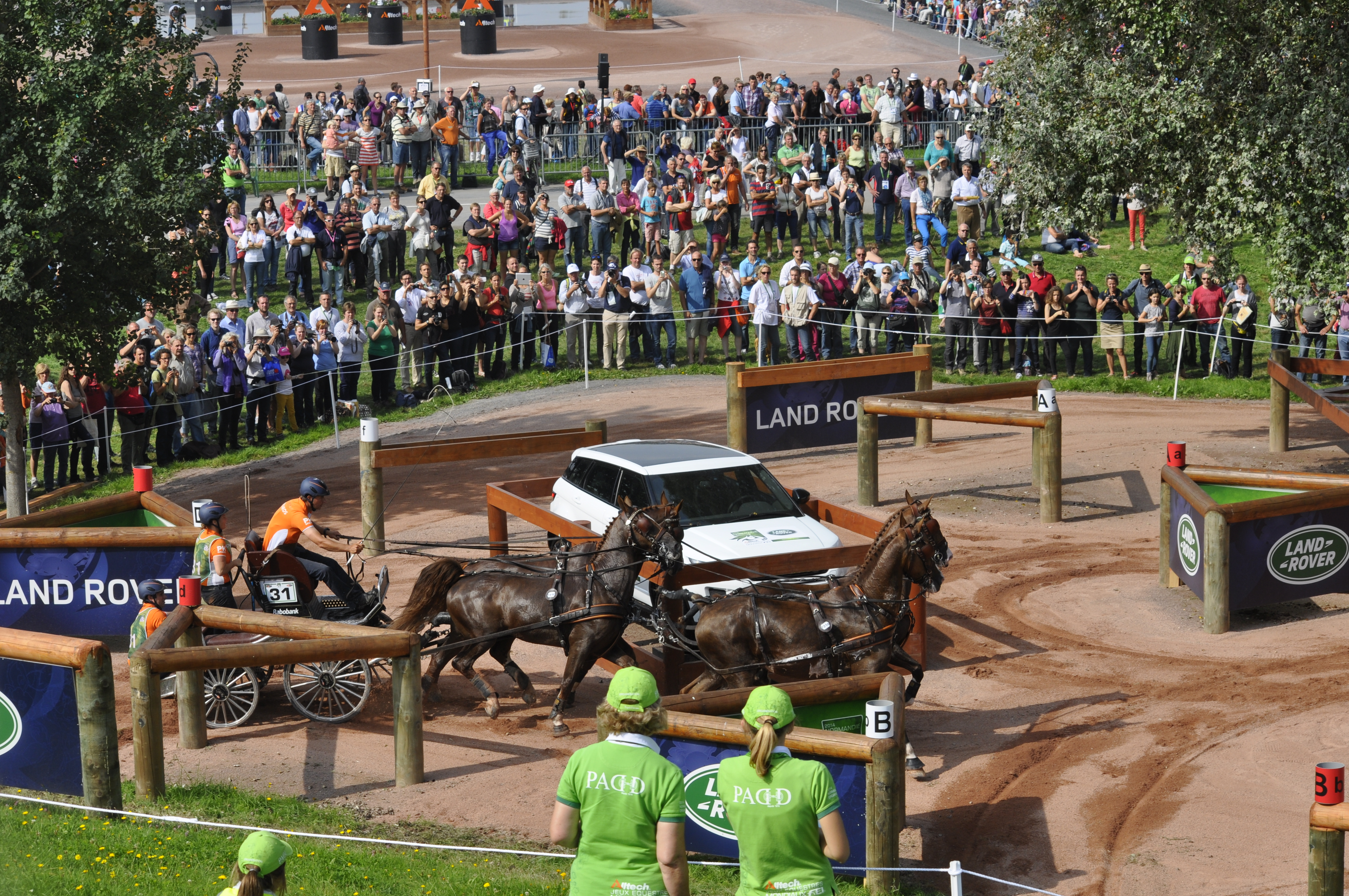
Koos de Ronde mit seinem Gespann beim Marathonfahren

Der Fahrsport war bei den Weltreiterspielen 2014 durch die Vierspännerfahrer repräsentiert. Pro Nation durften drei Fahrer mit ihren Gespannen an den Fahrwettbewerben teilnehmen, das Gastgeberland erhielt zusätzlich fünf weitere Startplätze. Jedes Gespann bestand aus vier Pferden plus einem weiteren Pferd zum Austausch. Jeweils zwei oder drei Gespanne bildeten mit ihren Fahrern eine Mannschaft, pro Nation war nur eine Mannschaft zulässig.
Die Vierspännerfahrer bestritten drei Teilprüfungen im Rahmen der Weltreiterspiele: die Fahr-Dressur, das Marathonfahren und das Hindernisfahren. Jeweils zwei Fahrer pro Mannschaft wurden gewertet, dabei konnte das Streichergebnis in den einzelnen Teilprüfungen jedoch von unterschiedlichen Fahrern stammen. Die Ergebnisse der Teilprüfungen wurden addiert, so dass anhand dieser Wertung die Mannschaftsmedaillen vergeben wurden. Auch die Einzelwertung wurde anhand der Addition der Ergebnisse der Teilprüfungen gebildet.

#### Mannschaftswertung
| Rang | Mannschaft         | Fahrer                | Minuspunkte    | Minuspunkte    | Minuspunkte     | Minuspunkte |
| Rang | Mannschaft         | Fahrer                | Dressur        | Marathonfahren | Hindernisfahren | Endergebnis |
| ---- | ------------------ | --------------------- | -------------- | -------------- | --------------- | ----------- |
| 1    | Niederlande        | Theo Timmerman        | 37,28          | (96,60)        | 0,00            |             |
| 1    | Niederlande        | IJsbrand Chardon      | 42,12          | 92,26          | 0,00            |             |
| 1    | Niederlande        | Koos de Ronde         | (46,25)        | 91,53          | (2,25)          |             |
| 1    | Niederlande        |                       | 79,40          | 183,79         | 0,00            | 263,19      |
| 2    | Deutschland        | Christoph Sandmann    | 47,13          | 89,30          | (3,27)          |             |
| 2    | Deutschland        | Georg von Stein       | (50,91)        | 90,28          | 3,00            |             |
| 2    | Deutschland        | Michael Brauchle      | 50,85          | (94,67)        | 3,00            |             |
| 2    | Deutschland        |                       | 97.98          | 179,58         | 6,00            | 283,56      |
| 3    | Ungarn             | József Dobrovitz      | 46,78          | 92,30          | 3,66            |             |
| 3    | Ungarn             | Zoltán Lázár          | 47,84          | (98,60)        | (3,95)          |             |
| 3    | Ungarn             | József Dobrovitz jr.  | (57,10)        | 96,71          | 0,00            |             |
| 3    | Ungarn             |                       | 94,62          | 189,01         | 3,66            | 287,29      |
| 4    | Vereinigte Staaten | Chester Weber         | 32,21          | 96,39          | 0,00            |             |
| 4    | Vereinigte Staaten | Allison Stroud        | 56,10          | 107,58         | (11,85)         |             |
| 4    | Vereinigte Staaten | Misdee Wrigley-Miller | (58,05)        | (130,33)       | 6,20            |             |
| 4    | Vereinigte Staaten |                       | 88,31          | 203,97         | 6,20            | 298,48      |
| 5    | Belgien            | Belgien               | Belgien        | Belgien        | Belgien         | 299,54      |
| 6    | Schweden           | Schweden              | Schweden       | Schweden       | Schweden        | 302,28      |
| 7    | Frankreich         | Frankreich            | Frankreich     | Frankreich     | Frankreich      | 309,59      |
| 8    | Großbritannien     | Großbritannien        | Großbritannien | Großbritannien | Großbritannien  | 319,59      |
| 9    | Australien         | Australien            | Australien     | Australien     | Australien      | 333,14      |
| 10   | Tschechien         | Tschechien            | Tschechien     | Tschechien     | Tschechien      | 356,12      |
| 11   | Spanien            | Spanien               | Spanien        | Spanien        | Spanien         | 359,24      |
| 12   | Polen              | Polen                 | Polen          | Polen          | Polen           | 383,07      |
| 13   | Portugal           | Portugal              | Portugal       | Portugal       | Portugal        | 450,28      |
| —    | Schweiz            | Toni Stofer           | 60,76          | 115,80         | 6,31            |             |
| —    | Schweiz            | Werner Ulrich         | 54,39          | AUSG           | 7,13            |             |
| —    | Schweiz            |                       | 115,15         | —              | 13,44           | AUSG        |

#### Einzelwertung
| Rang | Fahrer             | Pferde                                                                                  | Minuspunkte | Minuspunkte      | Minuspunkte       | Minuspunkte |
| Rang | Fahrer             | Pferde                                                                                  | Dressur     | Marathon- fahren | Hindernis- fahren | Endergebnis |
| ---- | ------------------ | --------------------------------------------------------------------------------------- | ----------- | ---------------- | ----------------- | ----------- |
| 1    | Boyd Exell         | Capone II, Curios, Rambo, Spitfire und Winston                                          | 35,51       | 90,32            | 0,00              | 125,83      |
| 2    | Chester Weber      | Boris W, Boy W, Para, Splash und Uniek                                                  | 32,21       | 96,39            | 0,00              | 128,60      |
| 3    | Theo Timmerman     | Boy, Dani, Draco, Mister und Rodina                                                     | 37,28       | 96,60            | 0,00              | 133,88      |
| 4    | IJsbrand Chardon   | Bravour, Danbrozie, Don Marcell, Winston E und Zepp                                     | 42,12       | 92,26            | 0,00              | 134,38      |
| 5    | Christoph Sandmann | Amico, Asztor, Scicco, Variant und Wierd                                                | 47,13       | 89,30            | 3,27              | 139,70      |
| 6    | Koos de Ronde      | Bilbo, Palero, Ulano, Zimba und Zimon                                                   | 46,25       | 91,53            | 2,25              | 140,03      |
| 7    | József Dobrovitz   | Amadeus, Carlo, Kinzhal, Torino und Waltstar                                            | 46,78       | 92,30            | 3,66              | 142,74      |
| 8    | Georg von Stein    | Joy, Lando, Nautilus, Nico-T und Odin                                                   | 50,91       | 90,28            | 3,00              | 144,19      |
| 9    | Michael Brauchle   | Carola, Cassanova T, Clinton, Jamaika und Shakira                                       | 50,85       | 94,67            | 3,00              | 148,52      |
| 10   | Fredrik Persson    | Arctic Horn, Corfy, Radazzo, Samba Girl und Satir                                       | 51,74       | 97,11            | 0,21              | 149,06      |
|      | …                  |                                                                                         |             |                  |                   |             |
| 31   | Toni Stofer        | Heiko V CH, Loriot XIV CH, Lucky XIX CH, Nico XXVII CH und V I P du Clos Virat CH       | 60,76       | 115,80           | 6,31              | 182,87      |
|      | …                  |                                                                                         |             |                  |                   |             |
| -    | Werner Ulrich      | Cardiuweel du Premo CH, Conteso CH, GB Rocky v. Worrenberg CH, Mikado N und Rubinell CH | 54,39       | AUSG             | 7,13              | AUSG        |

## Medien
Europaweit berichtete Eurosport von den Wettbewerben, vielfach als Aufzeichnung vom Vortag. In Deutschland übertrugen Das Erste und das ZDF die Entscheidungen im Springreiten sowie vom Geländeritt und Springen in der Vielseitigkeit. Unter Federführung des NDR wurden die Wettbewerbe im Dressurreiten als Livestream unter sportschau.de live übertragen, die Einzel-Finalqualifikation wurde vom ZDF ausschließlich im Internet übertragen. In der Schweiz zeigten SRF zwei und SRF info Wettbewerbe im Springreiten. So wurden die Mannschaftsentscheidung, Einzel-Finalqualifikation, das Finale der besten vier Reiter im Umfang von insgesamt mehr als fünf Stunden gezeigt.
Ende Juli präsentierte zwei Wochen später die Deutsche Reiterliche Vereinigung (FN) das Internetportal ClipMyHorse.TV als offiziellen Medienpartner TV. Der IPTV-Sender ist seit Sommer 2014 teilweise im Eigentum der Deutsche Reitsport Vermarktungs GmbH, zu deren Gesellschaftern wiederum die FN zählt. Zuschauern in Deutschland wurde auf ClipMyHorse.TV die Möglichkeit geboten, von den Weltreiterspielen alle Spring-, Dressur-, Voltigier- und Vielseitigkeitswettbewerbe (sofern diese nicht live im deutschen Fernsehen gezeigt wurden), die Eröffnungsfeier und die Schlusszeremonie live zu sehen.

## Weiteres
Der Hauptsponsor der Weltreiterspiele war, wie schon vier Jahre zuvor in Lexington, Alltech. Die in Nicholasville (Kentucky) ansässige Firma stammt aus dem Bereich Tiergesundheit und Tierernährung. Ebenfalls von Alltech gesponsert wurde das Alltech Music Festival, welches im Rahmen der Weltreiterspiele stattfand. Hierbei traten Musiker wie etwa Kool & The Gang, Casseurs Flowters und Aloe Blacc an den Abenden an Turniertagen im Zénith und in den Messehallen, beides Austragungsorte der Weltreiterspiele, auf.
Kurz vor Beginn der Weltreiterspiele kam es zu einem Klageverfahren vor dem belgischen Sportgerichtshof. Der Springreiter Constant van Paesschen klagte gegen den belgischen Pferdesportverband, da dieser ihn nicht nominiert hatte. Das Gericht gab ihm Recht, der Verband nominierte ihn dennoch nicht, da er hierfür die Nominierung eines anderen belgischen Springreiters hätte zurückziehen müssen.